# Berufsfeuerwehr Wien

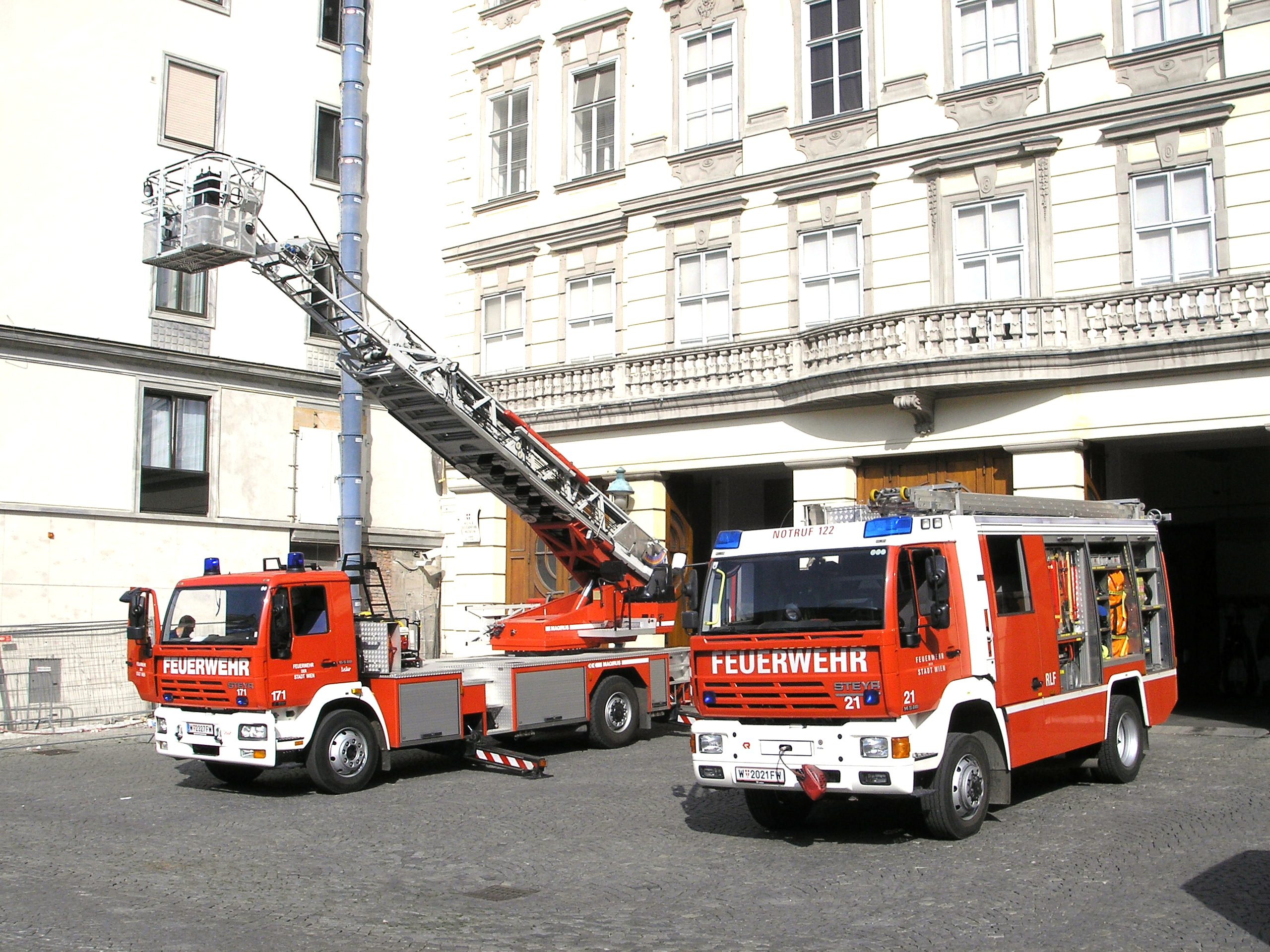
Löschfahrzeuge von Steyr an der Wache Am Hof

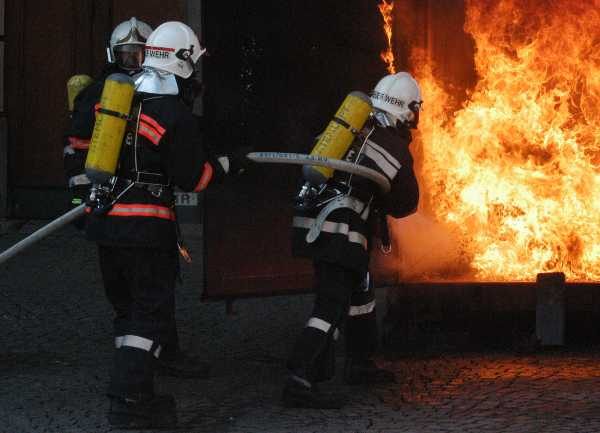
Löscheinsatz (gestellte Szene)

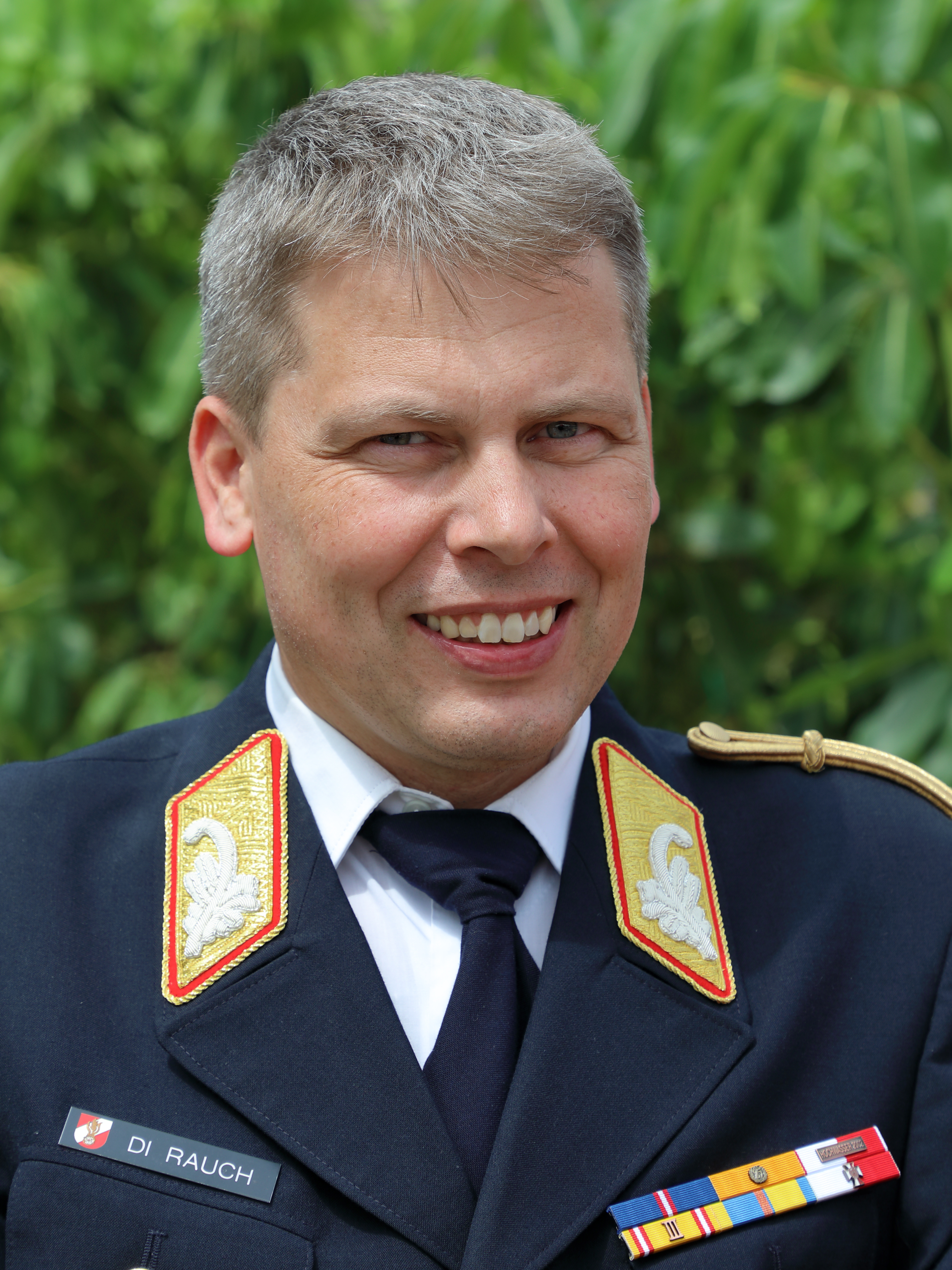
Mario Rauch; Branddirektor und somit aktueller Leiter der MA 68. Er ist zugleich auch Landesfeuerwehrkommandant von Wien

Die Berufsfeuerwehr Wien (offiziell: Magistratsabteilung 68 – Feuerwehr und Katastrophenschutz) ist mit dem Gründungsdatum 1686 die älteste Berufsfeuerwehr der Welt. Sie betreut ein Schutzgebiet von 415 Quadratkilometern.

## Geschichte

### Monarchie
Das genaue Gründungsdatum der Wiener Berufsfeuerwehr ist nicht bekannt. In einer aus dem Jahr 1686 stammenden Instruktion eines Herrn Unterkämmerers bei Gem. Wien wird die Entlohnung von vier Feuerknechten mit zwei Gulden Wochenlohn erwähnt. Dieses Jahr gilt daher als Gründungsjahr der Wiener Feuerwehr.
Im Brandfall wurden diese vier Männer aus Handwerkern, vor allem von Zimmerleuten und Rauchfangkehrern, rekrutiert. Ansonsten standen sie der Stadt Wien für handwerkliche Arbeiten zur Verfügung. Stationiert waren sie im Unterkammeramt Am Hof 9.
Kaiser Leopold I. (1688) und Maria Theresia (1759) erließen neue Feuerlöschordnungen. Maria Theresia verstärkte außerdem den Mannschaftsstand und das Personal wurde ständig angestellt.
Seit 1527 hatte der Türmer des Stephansdoms den Auftrag, mit einer roten Fahne beziehungsweise einer roten Laterne jene Richtung anzuzeigen, in der er einen Brand entdeckt hatte. Ein bis dahin verwendetes Sprechrohr wurde 1836 durch ein Blechrohr ersetzt, in dem verschraubbare Beinkugeln mit einer geschriebenen Nachricht darin nach unten rollten, um dann weiter zur Löschanstalt Am Hof gebracht zu werden. Im Jahr 1855 wurde eine Telegrafenverbindung zwischen der Türmerstube und der Zentrallöschanstalt Am Hof eingerichtet. 1866 wurde der Türmer auf dem Südturm des Stephansdoms durch Feuerwehrmänner ersetzt, die für diesen Dienst eine Zulage erhielten.
Das Jahr 1786 brachte die Uniformierung der Löschmannschaften. Ihnen wurde die Stadtlivree (langer weißer Zwilchrock, lange weiße Zwilchhose, schwarzer Zylinder mit Stadtwappen) zuerkannt. Diese Uniform wurde bis 1854 getragen. Dann erfolgte der Wechsel zu einer Uniform mit militärischem Schnitt: schwarze Hose, blaue Bluse, schwarze Lederstiefel. Als Feuerwehrhelme wurden nach einigen Änderungen die Helme der aufgelösten Municipalgarde Wiens weiterverwendet.
Eine 1817 von Kaiser Franz I. erlassene neue Feuerlöschordnung enthielt neue bau- und feuerpolizeiliche Vorschriften. Verboten wurde etwa das Maronibraten auf der Straße oder das Rauchen auf Holzbrücken. Das Löschpersonal wurde aufgestockt, 1818 gab es in der Stadt bereits fünf große Spritzen und 12 Wasserwagen. 1820 wurden der Löschanstalt einige Räume im Zeugstadel (Bürgerliches Zeughaus, Am Hof 10) zugeteilt.
Als die Vorstädte 1850 bzw. 1861 (Teilung des 4. Bezirks) als Bezirke 2 bis 9 nach Wien eingemeindet wurden, errichtete die Feuerwehr die ersten Filialen und verdoppelte den Personalstand.
Ab 1865 wurden auf dem heutigen Stadtgebiet in den damaligen Vororten die ersten Freiwilligen Feuerwehren gegründet (Pötzleinsdorf und Simmering), 1878 waren es bereits zwölf. 1874 entstand der 10. Bezirk.

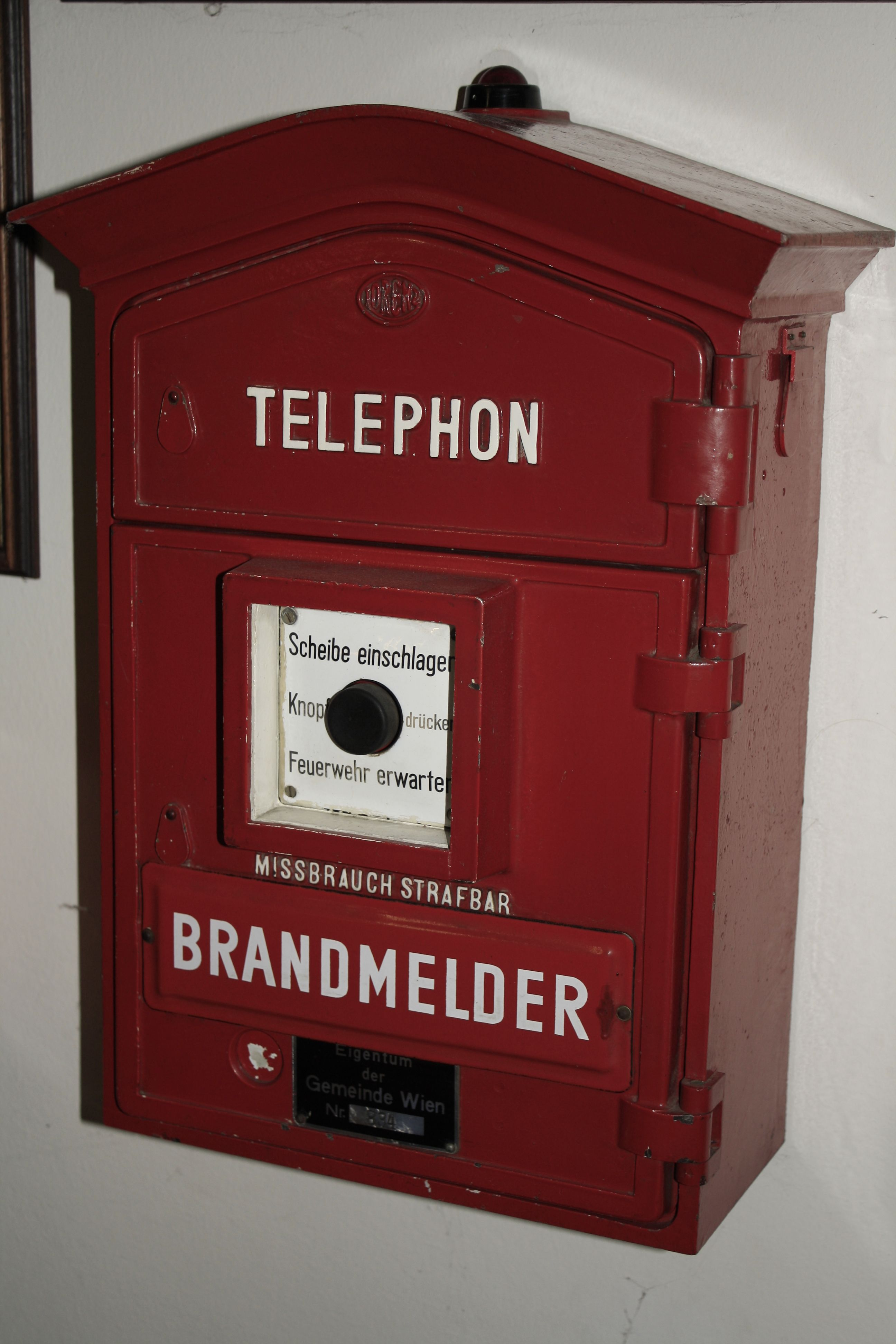
Historischer Feuermelder in Wien um 1900

1878 wurden erstmals ein Rettungsschlauch und ein Sprungtuch verwendet, die erste Dampfspritze in Dienst gestellt und die ersten elektrischen Feuermelder in den Straßen der Stadt aufgestellt.
Obwohl die Wiener Feuerwehr beim Brand des Ringtheaters 1881 130 Menschen mit einem Sprungtuch und weitere 18 mittels einer Schiebeleiter retten konnten, kamen 386 Menschen ums Leben. Die Feuerwehr, die bis dahin dem Wiener Stadtbauamt unterstellt war, wurde nun von diesem getrennt und mit einem neuen Organisationsstatut versehen:

„§ 1: Die Feuerwehr der Stadt Wien ist eine Berufsfeuerwehr. Dieselbe ist militärisch organisiert, kaserniert und uniformiert.
.§ 2: An der Spitze steht der Feuerwehrkommandant, welcher der unmittelbare Vorgesetzte der Feuerwehr ist. Ihm obliegt die Leitung des gesamten Feuerlöschwesens.“

Der Mannschaftsstand wurde auf 7 Offiziere, 200 Mann und 101 Zugeteilte erhöht (ohne Kutscher). Durch das Aufstellen von Hydranten wurde die Löschwasserversorgung verbessert. Eine weitere direkte Folge des Ringtheaterbrandes war die private Gründung der Wiener Freiwilligen Rettungsgesellschaft. Am 16. Mai 1884 zerstörte ein Großbrand das 1871 erbaute Stadttheater. Dabei kam aber niemand zu Schaden.
Infolge der Stadterweiterung des Jahres 1892 (Bezirke 11–19) kamen 34 Freiwillige Feuerwehren zur Stadt Wien.
1895 wurden einige Änderungen vorgenommen: Die erste Gasspritze und der erste Kohlensäure-Löschwagen wurden in Dienst gestellt. Außerdem erhielten Löschmeister, Maschinisten, Heizer und Telegraphisten die Erlaubnis, sich nach zehnjähriger Dienstzeit zu verehelichen. Das Stadtgebiet von Wien wurde in drei Brandschutzzonen geteilt. Die Stadt Wien verfügte über 459 Mann der Berufsfeuerwehr, 982 Mann bei den Freiwilligen Feuerwehren und 120 Pferde für die Löschfahrzeuge. 1899 wurden die erste Magirus-Drehleiter und die erste pneumatische Schiebeleiter in Dienst gestellt. 1900 wurde der 20. Bezirk aus einem Teil des 2. Bezirks gebildet.
Am 29. Juli 1903 wurde in der Feuerwache Breitenfeld als erstes motorbetriebenes Löschfahrzeug eine Gasspritze in Dienst gestellt, nachdem man während des Jahres 1902 Elektromobile getestet hatte.
Die Eingemeindung von neun Marchfeldgemeinden ließ 1904 / 1905 den 21. Wiener Gemeindebezirk (Floridsdorf) entstehen. Dadurch kamen weitere neun Freiwillige Feuerwehren zur Stadt Wien; der Mannschaftsstand der Berufsfeuerwehr erhöhte sich auf 8 Offiziere, 475 Mann und 5 Zugeteilte.
Nicht zuletzt aufgrund der positiven Erfahrungen mit dem 1902 in Hannover in Dienst gestellten ersten vollständigen automobilen Löschzug beschloss der Wiener Stadtrat im Januar 1905 die Abschaffung der Pferdebespannung und Einführung von Automobilen. Das im Vergleich zu Hannover weniger ebene Terrain machte zuvor eingehende Studien erforderlich. Die Inbetriebnahme des ersten kompletten motorisierten Löschzuges in Wien konnte noch im Sommer 1905 erfolgen.

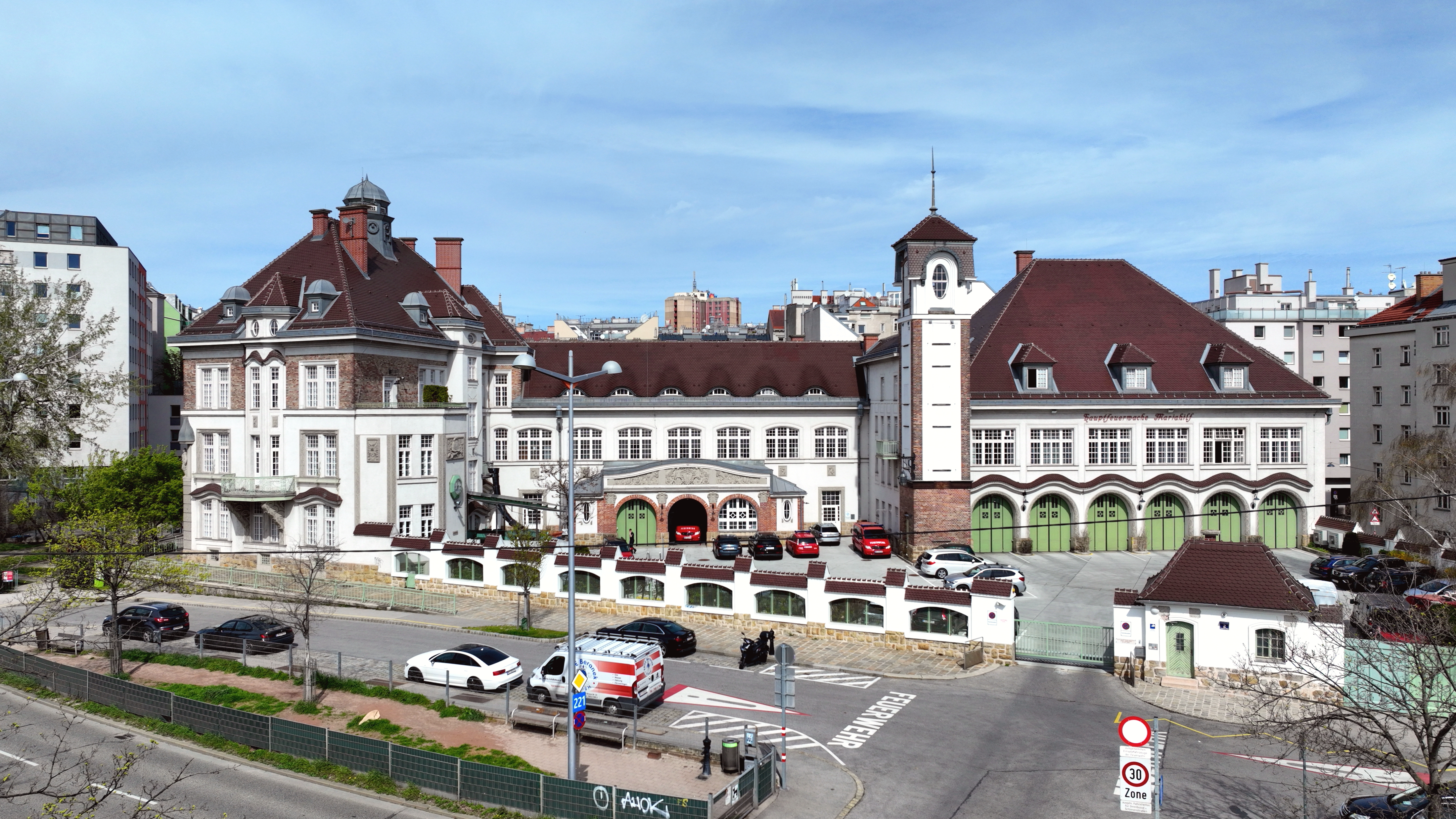
Hauptfeuerwache Mariahilf; 1914 errichtet

Das Jahr 1909 brachte eine neuerliche Reorganisation der Feuerwehr. In der Zentrale Am Hof, in der neu erbauten Feuerwache in Favoriten und in 13 weiteren Filialen taten nun 508 Feuerwehrmänner mit 33 Elektromobilen und 98 pferdebespannten Wagen Dienst. In den 44 Freiwilligen Feuerwehren waren 1.420 Mann und 204 bespannte Wagen organisiert.
1910 wurde die Filiale Neubau (7. Bezirk), 1912 die Wache Margareten (5. Bezirk) und 1914 jene in Mariahilf (6. Bezirk) bezogen.
Durch eine Verordnung vom 25. Juli 1914, eine Woche vor Beginn des Ersten Weltkriegs, wurde die Wiener Berufsfeuerwehr „staatlich geschützt“. 15 Wachen der Freiwilligen Feuerwehren wurden mit Telegraphisten, Kutschern, Heizern und Maschinisten der Berufsfeuerwehr besetzt. Löscheinsätze über die Stadtgrenze hinweg wurden eingeschränkt; möglich wurden sie nur noch nach persönlichem Ansuchen des jeweiligen Bürgermeisters oder einer offiziellen Stelle. Die während des Krieges eintretende Personalnot versuchte man durch die Aufnahme von Mannschaften, Pferden und Wagen aus Czernowitz, das vorübergehend russisch besetzt war, auszugleichen. Trotzdem standen 1917 nur noch 337 Mann für den Dienstbetrieb zur Verfügung.

### Erste Republik
Der 1. März 1919 brachte der Wiener Berufsfeuerwehr einige wesentliche Änderungen:
- Der bisher übliche 72-Stunden-Dienst wurde ersetzt durch 24 Stunden Dienst, gefolgt von 24 Stunden Freizeit.
- Die Berufsfeuerwehr übernahm die Aufsicht über das Rauchfangkehrergewerbe (Inspektionsrauchfangkehrer).
- Die Sport- und Kulturvereinigung (SKV) der Feuerwehr wurde gegründet.

Mit dem Empfang der ersten drahtlosen Depesche am 19. Juli 1924 begann bei der Wiener Feuerwehr das Funkzeitalter. Die Maschinisten-, Heizer- und Kutscherposten wurden aufgelassen und die Dampfspritzen außer Dienst gestellt. Das letzte Feuerwehrpferd wurde 1925 ausgemustert, der erste Pumpenwagen mit Vorbaupumpe in Dienst gestellt. 1926 folgten Pölzholzwagen, Tierrettungswagen, Gerätewagen Licht, Schaumlöschwagen und Rauchfangkehrerwagen. Am 7. Juli 1926 wurde das erste leichte Tauchgerät gekauft.
Am 15. Juli 1927 kam es infolge des Schattendorfer Prozesses zu einer an sich friedlichen Massendemonstration vor dem Wiener Justizpalast, bei der Brandstifter den Wiener Justizpalastbrand legten. Die Feuerwehr wurde von Gewaltbereiten, die sich unter die friedlichen Demonstranten gemischt hatten, an der Zufahrt zu den Löscharbeiten gehindert und während des Löschens bedroht, obwohl sich Bürgermeister Karl Seitz an Ort und Stelle, auf einem Einsatzfahrzeug stehend, bemüht hatte, der Feuerwehr den Weg freizubekommen. (In der Folge erhielt die Polizei von der Bundesregierung Schießbefehl und feuerte wahllos in die Menge und auf Flüchtende, was 85 zivile Todesopfer verursachte; vier Polizisten wurden von Demonstranten ermordet.) Der Brand dauerte bis zum nächsten Tag. Unter dem Eindruck der Ereignisse erteilte Bürgermeister Karl Seitz die Weisung zur Aufstellung der Rathauswache, einer direkt im Wiener Rathaus stationierten Feuerwache, die auch für Ordnungsdienste herangezogen werden konnte. (Sie besteht bis heute.)
Abseits dieser dramatischen Ereignisse nahm die Berufsfeuerwehr Versuche mit Kurzwellenfunk zwischen der Wache Ottakring und der Zentrale Am Hof auf. Die Wachen Döbling, Heiligenstadt, Kaiserebersdorf und Stadlau wurden von der Berufsfeuerwehr übernommen, weitere Wachen wurden von angestellten gemeinsam mit freiwilligen Feuerwehrleuten geführt.
Die seit 1895 geltende Einteilung der Stadt in drei Feuerschutzsektionen wurde aufgelassen, an ihre Stelle trat eine Einteilung in sieben Sektionen. Jede dieser Sektionen erhielt eine Hauptfeuerwache und zwei bis fünf Nebenwachen, wodurch jeder Einsatzort in Wien innerhalb von ungefähr fünf Minuten erreicht werden konnte.
Ende des Jahres 1929 gab es in Wien nur noch drei Freiwillige Feuerwehren und fünf Siedlungsfeuerwehren, die übrigen waren aufgelassen oder von der Berufsfeuerwehr übernommen worden. Für die Angehörigen der Berufsfeuerwehr wurden Kurse (Pionierdienst, Rettungsschwimmen, Fahrschule, Maschinendienst) eingeführt. Ebenfalls 1929 wurde unter Mitwirkung des Feuerwehrkommandos eine neue Kehrordnung für Wien erlassen. Innerhalb der nächsten acht Jahre stiegen die Einsprüche der Inspektionsrauchfangkehrer wegen unzureichender Pflege der Rauchfänge durch den für das jeweilige Gebiet zuständigen konzessionierten Rauchfangkehrer um das Fünffache.
Im Jahr 1931 waren bei der Berufsfeuerwehr Wien 201 motorbetriebene Fahrzeuge im Einsatz, darunter auch Dreiräder und Motorräder mit Beiwagen. In diesem Jahr wurden vier Löschwagen mit Dreiachsfahrgestell, zwei Tatra 30 und zwei Halbkettenfahrzeuge Citroën-Kegresse C6 mit 45 PS für Einsätze in unwegsamem Gelände am Stadtrand von Wien und für die Schneeräumung auf der Wiener Höhenstraße in Dienst gestellt.

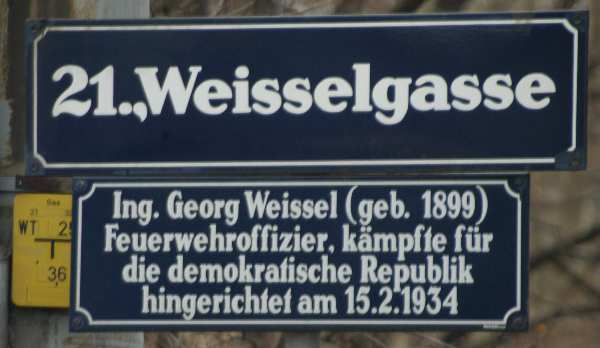
Straßentafel mit Zusatztafel

Im Zuge des Bürgerkriegs bzw. „Februaraufstands“ 1934, des Versuchs einiger Sozialdemokraten, sich gegen die begonnene, den Austrofaschismus anstrebende Dollfuß-Diktatur zu wehren, wurde der Feuerwehroffizier Georg Weissel als Schutzbundkommandant der Sozialdemokraten verhaftet, standgerichtlich verurteilt und am 15. Februar 1934 hingerichtet. Nach ihm wurden am 5. Februar 1946 die Weisselgasse und das (nicht mehr bestehende) Georg-Weissel-Bad – ein Tröpferlbad – benannt. Zwölf weitere Feuerwehrmänner wurden ebenfalls verhaftet und verurteilt, anschließend wurden sie vom Dienst suspendiert. Das seit 1919 aktive „Rote Wien“ wurde nun von einer von der Diktatur bestimmten Stadtverwaltung abgelöst.
Nach etwa zweijähriger Probezeit wurde im Jahr 1935 der Leichtmetallhelm mit Spinne („Wiener Helm“) eingeführt. Erst im Jahr 1989 wurde er bei der Wiener Berufsfeuerwehr endgültig ausgemustert und durch einen Kunststoffhelm ersetzt.
Die anlässlich der Wiener Weltausstellung 1873 im Wiener Prater errichtete Rotunde, eine riesige Ausstellungshalle, brannte am 27. September 1937 nieder. Im gleichen Jahr wurde von der Berufsfeuerwehr als erster Feuerwehr der Welt der drahtlose Sprechfunkverkehr eingeführt.

### NS-Zeit
Der „Anschluss“ Österreichs an das Deutsche Reich im Jahr 1938 brachte auch der Wiener Berufsfeuerwehr zahlreiche Änderungen.

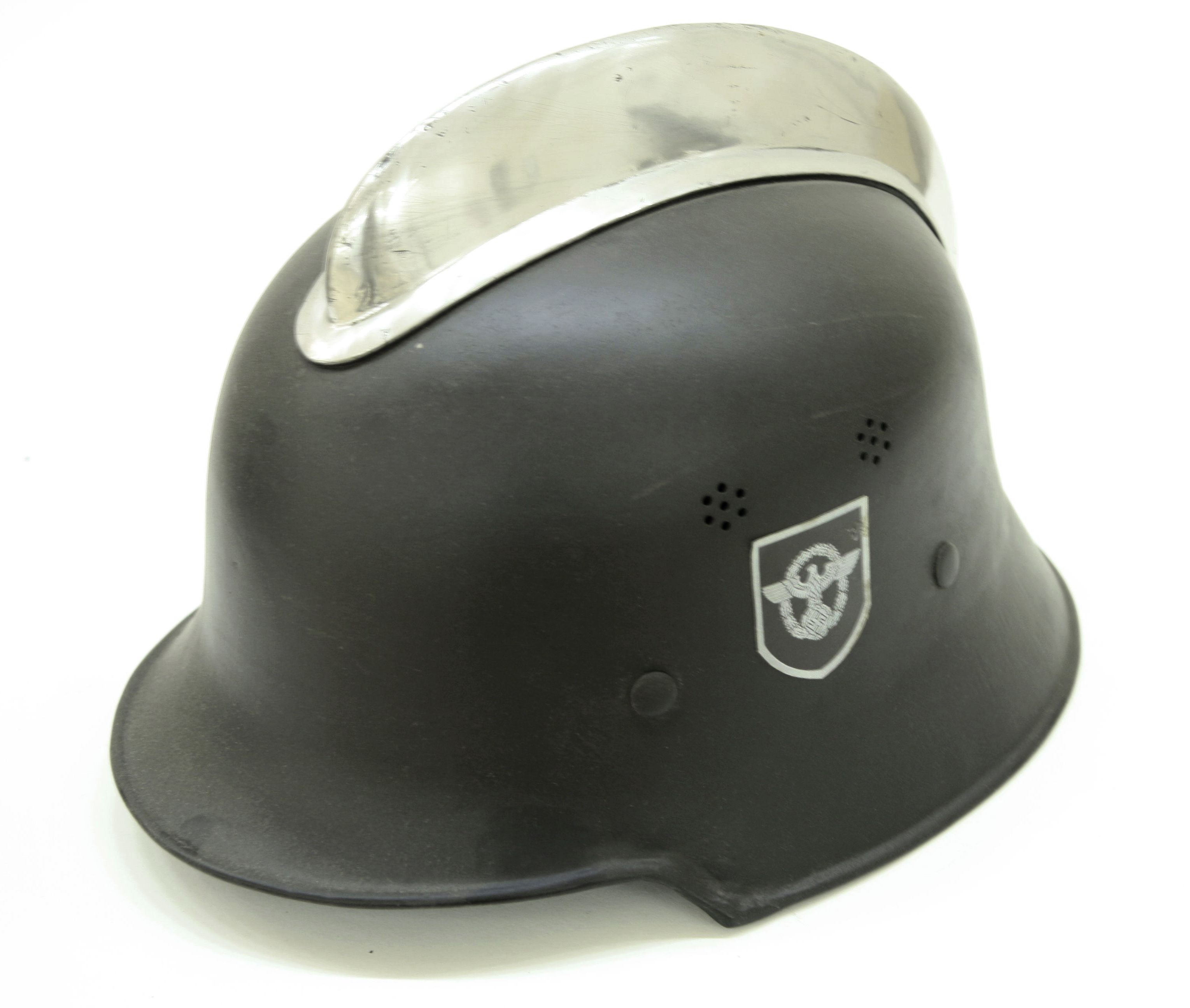
Helm der Feuerschutzpolizei in Wien

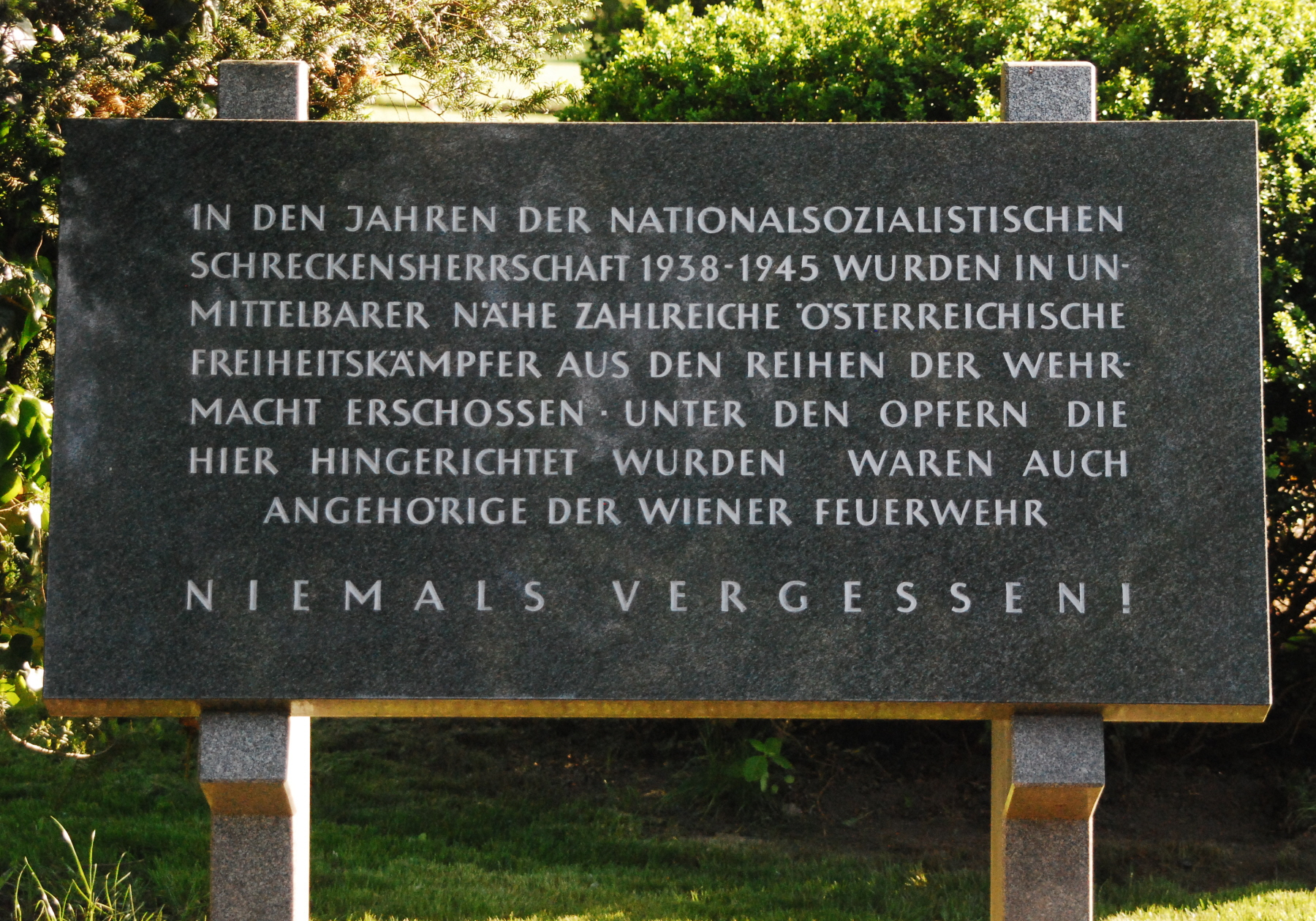
Donaupark – Schießplatz Kagran

- Die Wiener Berufsfeuerwehr wurde Bestandteil der Feuerschutzpolizei: mit grünen Uniformen und grüner Lackierung der bis 1938 und nach 1945 roten Feuerwehrfahrzeuge. An Stelle des Leichtmetallhelms wurde der Stahlhelm der deutschen Wehrmacht eingeführt. Die bisherigen 1.100 Mann wurden durch sogenannte FE-Bereitschaften (Feuerlösch- und Entgiftungsdienst) auf 3.877 Mann aufgestockt.
- Die bisher private „Wiener Freiwillige Rettungsgesellschaft“ wurde am 25. Juli 1938 von der Gemeinde Wien übernommen und am 1. September 1938 der Feuerwehr angeschlossen.
- Das durch die Eingemeindung von 97 Umlandgemeinden im Herbst 1938 entstandene Groß-Wien wurde für den Feuerwehrdienst in Ost-, West-, Süd- und Nordgebiete eingeteilt.
- Ab dem 1. April 1941 wurden die in der Ordnungspolizei gültigen Dienstgrade auch bei der Wiener Feuerwehr eingeführt.
- Ab 1943 wurden der Feuerwehr nur noch deutsche Einheitslöschfahrzeuge zugeteilt (Henschel, Opel Blitz, Mercedes-Benz an Stelle der bisher üblichen österreichischen Austro-Daimler und Austro-Fiat). Das Polizeigrün verschwand wegen „kriegsbedingter Vereinfachungsmaßnahmen“ von den Fahrzeugen, die nur noch in einer beigefarbenen Grundlackierung ausgeliefert wurden. Der Fuhrpark wuchs von 213 Fahrzeugen bis 1945 auf 680 Fahrzeuge an.

Kommandant der Wiener Feuerschutzpolizei wurde der SS-Standartenführer Johann Stanzig. Während der „Reichskristallnacht“ am 9. und 10. November 1938 wurden in Groß-Wien 42 Synagogen und Bethäuser entweder ein Raub der Flammen oder auf andere Art und Weise zerstört. Der Feuerwehr war befohlen worden, nicht zu löschen; die Polizei durfte gegen Brandstifter und Vandalen nicht einschreiten. Der Stadttempel in der Seitenstettengasse im 1. Wiener Gemeindebezirk wurde verwüstet, aber nicht in Brand gesteckt, da die Wiener Feuerwehr nicht für die Sicherheit der angrenzenden Wohnhäuser garantieren konnte.
1944 wurden 46 Feuerwehrmänner wegen Widerstandes gegen das NS-Regime angeklagt. Zwei von ihnen wurden am 31. Oktober auf dem Areal des Militärschießplatzes Kagran hingerichtet. Für alle dienstfreien Feuerwehrmänner und jene, die nicht unbedingt an ihren Dienststellen benötigt wurden, herrschte dabei Anwesenheitspflicht in Uniform. Bei den in diesem Jahr beginnenden Luftangriffen auf Wien wurden auch Einrichtungen der Feuerwehr beschädigt. So wurde etwa die Zentrale der Feuerschutzpolizei Am Hof schwer getroffen und daher für längere Zeit am benachbarten Judenplatz 6 untergebracht. Von Bomben getroffen wurden auch die Hauptfeuerwachen Mariahilf und Favoriten. Kriegsbedingter Personalmangel zwang dazu, den Personalstand durch Ergänzungskräfte aus der Ukraine, Russland und der Tschechoslowakei zu erhöhen.
Zu Beginn der Schlacht um Wien im April 1945 mussten 627 Fahrzeuge und die Mannschaften der Feuerschutzpolizei in der Nacht vom 6. auf den 7. April Wien Richtung Westen verlassen. Zurück blieben nur sechs Fahrzeuge (eines davon einsatzbereit) und 18 Mann, die den zahllosen Bränden (die prominentesten betroffenen Gebäude waren das Burgtheater, das Parlament, die Staatsoper und der Stephansdom) hilflos gegenüberstanden.
Unmittelbar nach Ende der Kampfhandlungen in Wien begann der Wiederaufbau der Wiener Berufsfeuerwehr. Die bis 1938 geltende Organisationsstruktur mit sieben Brandschutzsektionen wurde wieder eingeführt. Nach Wien zurückkehrende Feuerwehrmänner nahmen gemeinsam mit vorläufig aufgenommenem Hilfspersonal den Dienst auf. Bürgermeister Theodor Körner ernannte am 29. Mai 1945 Josef Holaubek zum Leiter der Wiener Feuerwehr, der später als Polizeipräsident legendär werden sollte.

### 2. Republik

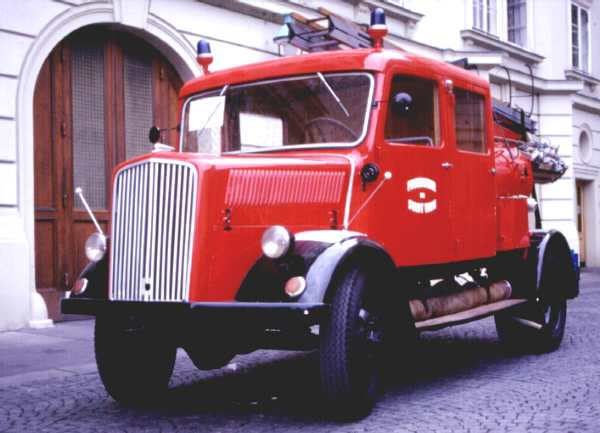
Opel Blitz – Feuerwehrfahrzeug der Nachkriegszeit

#### Besatzungszeit
Nachdem am 20. August 1945 die Telefonverbindung zwischen der Feuerwehrzentrale Am Hof und der Türmerstube im Südturm des Stephansdoms wieder hergestellt worden war, wurde dieser Beobachtungsposten wieder besetzt.
Nach Wien zurückgebrachte Löschfahrzeuge ermöglichten es, die taktische Einheit des Bereitschaftszugs (Mannschaftswagen, Tanklöschwagen, Pumpenwagen und Drehleiter, vor dem Krieg „Wiener Löschzug“ genannt) wieder in Dienst zu nehmen. Am 21. Februar 1950 etwa berichtete die Rathauskorrespondenz über die Rückkehr einer 45 Meter hohen Magirusleiter nach Wien. Nachdem man sie in Zwettl in Niederösterreich aufgefunden hatte, war sie zur Instandsetzung ins Magiruswerk in Ulm gebracht worden.
Ab Juni 1946 leitete, jeden Monat abwechselnd, eine der vier Besatzungsmächte den „Arbeitsausschuss für Brandbekämpfung“. Ebenfalls 1946 wurde auf Wunsch der amerikanischen Militärregierung eine Feuerwache auf dem Gelände des Franz-Josefs-Bahnhofs eingerichtet.
1947 wurde der bisherige Branddirektor Josef Holaubek von Innenminister Oskar Helmer zum Polizeipräsidenten von Wien ernannt. (Er fungierte dennoch 1948–1972 als Präsident des Österreichischen Bundesfeuerwehrverbandes.) Im gleichen Jahr wurden neun überflüssig gewordene Wiener Freiwillige Feuerwehren aufgelassen.
Die Wiederherstellung der im Krieg zerstörten oder beschädigten Nebenwachen der Wiener Feuerwehr war bald abgeschlossen, danach wurde als erste Hauptfeuerwache jene von Favoriten als teilweiser Neubau 1951 wieder in Betrieb genommen. Mit einer 52 Meter hohen Drehleiter besaß Wien in diesem Jahr eine der höchsten Drehleitern der Welt.
Mit der Auflösung von Groß-Wien fielen 1954 80 der 97 vom NS-Regime 1938 eingemeindeten Ortschaften an Niederösterreich zurück. Damit verlor Wien 77 Freiwillige Feuerwehren, nur drei (Weidlingau-Hadersdorf, Breitenlee, Süßenbrunn) verblieben in der Stadt Wien. Die FF Weidlingau-Hadersdorf löste sich 1956 selbst auf. Die Wiener Berufsfeuerwehr verfügte 1954 über 33 Standorte und einen Mannschaftsstand von 1.093 Mann.

#### Seit 1955
Der 31. Dezember 1955 war nach über 400-jähriger Geschichte der letzte Arbeitstag des Türmers von Sankt Stephan, der als Feuerwächter fungiert hatte.
Im März 1956 wurde die Feuerwehrzentrale Am Hof wiedereröffnet und die neu erbaute Feuerwache Hernals in Betrieb genommen. Der 1956 begonnene Wiederaufbau der Hauptfeuerwache Döbling konnte 1959 abgeschlossen werden; Die Feuerwache Nussdorf im gleichen Bezirk wurde am 15. Dezember 1959 aufgelassen. Ein besonderer Fortschritt war 1958 die In-Dienst-Stellung eines Magirus-Deutz-Kranwagens mit 15 Tonnen Hubkraft. Von 1957 bis 1960 war Adalbert Dufek Kommandant der Wiener Feuerwehr.
Am 13. April 1956 wurden bei den Löscharbeiten des Großbrandes der Börse an der Ringstraße 15 Feuerwehrmänner verletzt. Fünf Jahre später, am 8. Februar 1961, konnte die Zerstörung des Festsaals der Alten Universität in der Altstadt durch Feuer nicht verhindert werden.
Ab 1960 wurden zahlreiche ältere Feuerwachen durch Neubauten – manchmal auch an anderen Standorten – ersetzt. So wurde etwa die Hauptfeuerwache Leopoldstadt in einen Neubau auf einem Teil des Areals der ehemaligen Wilhelmskaserne verlegt.
Der 1966 gegründete Wiener Landesfeuerwehrverband umfasst die Wiener Berufsfeuerwehr, die beiden Freiwilligen Feuerwehren Breitenlee und Süßenbrunn, den Landesverband der Betriebsfeuerwehren von Wien und den Verein „Feuerwehrjugend und Katastrophenhilfsdienst Wien“, der ehrenamtlich Feuerwehrtätigkeiten wahrnimmt und in der Gruppenwache 21., Floridsdorf, Am Spitz, untergebracht ist. Der Wiener Landesfeuerwehrverband ist ebenfalls als Verein organisiert – im Gegensatz zu den anderen acht Landesfeuerwehrverbänden Österreichs, die durch die jeweiligen Landesgesetze als Körperschaften öffentlichen Rechts eingerichtet sind.
Auf Grund eines neuen Fahrzeugkonzepts wurden ab 1973 Rüstlöschfahrzeuge (RLF) und Sonderlöschfahrzeuge (SLF) in Dienst gestellt. Eine weitere Neuerung des Jahres 1973 war die neue Dienststellenbezeichnung: Magistratsabteilung 68 – Feuerwehr und Katastrophenschutz.
Der Großbrand eines Altpapierlagers in Floridsdorf (21. Bezirk) am 8. April 1976 entwickelte sich zu einem der größten Brände aller Zeiten in Wien. Alarmstufe 7 wurde notwendig. Bei einem Großbrand in einem Bunkersystem im 3. Wiener Gemeindebezirk waren 250 Feuerwehrleute 32 Stunden lang im Einsatz. Ein weiterer Großeinsatz der Wiener Berufsfeuerwehr erfolgte 1976 anlässlich des Einsturzes der Reichsbrücke.
Beim Großbrand im Kaufhaus Gerngross, 7., Mariahilfer Straße, am 7. Februar 1979 waren acht Löschbereitschaften der Wiener Berufsfeuerwehr, Freiwillige Feuerwehren aus dem Wiener Umland und eine Löscheinheit des Österreichischen Bundesheers chancenlos. Ein Großbrand am 30. August 1979 erforderte in der Österreichischen Nationalbank den Einsatz von 383 Mann mit 76 Fahrzeugen. Ein Brand im Hotel Augarten, 2., Heinestraße, am 28. Oktober 1979 forderte 25 Menschenleben. Nicht nur wegen dieser aufsehenerregenden Großbrände war das Jahr 1979 jenes mit den meisten Bränden der Nachkriegsgeschichte Wiens.

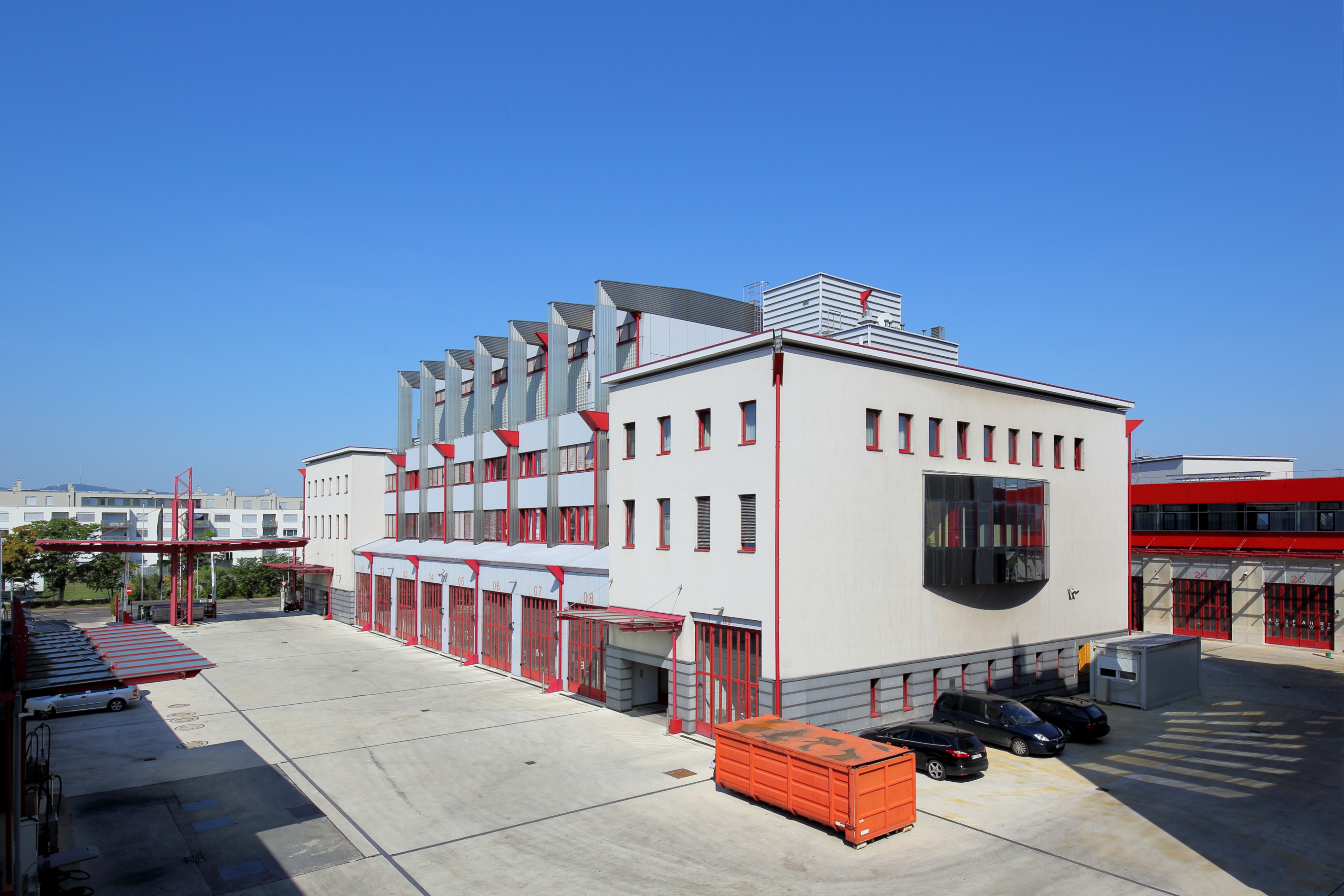
Hauptgebäude der Hauptfeuerwache Floridsdorf (Sektion VII)

Ab den 1980er Jahren wurden überwiegend Fahrzeuge des Herstellers Steyr beschafft. Am 4. September 1987 wurde Friedrich Perner Branddirektor der Wiener Berufsfeuerwehr. Für weltweites Aufsehen sorgte der Brand der Redoutensäle der Hofburg am 28. November 1992. Am 2. Oktober 1996 wurde die Eröffnung der Hauptfeuerwache Floridsdorf, der größten Europas, gefeiert. Fünf Tage später erhielt Wien mit der Aufwertung der Zugwache Donaustadt zur Hauptfeuerwache seine 9. Brandschutzsektion. Um auf den Stadtautobahnen von Wien rascher am Einsatzort anzukommen, wurde in der Hauptfeuerwache Favoriten, die sich nahe der Südosttangente genannten Stadtautobahn befindet, 1997 eine Motorradstaffel mit zwei Motorrädern in Betrieb genommen. Seit 1998 war der Ausdruck „Feuerwehrmänner“ bei der Wiener Berufsfeuerwehr unvollständig: Die erste Frau trat ihren Dienst an. 2010 waren drei Frauen im Branddienst tätig, eine davon als Offizierin.
Bei einem Großbrand am 16. August 2001 wurden die denkmalgeschützten Sofiensäle ein Raub der Flammen. 518 Feuerwehrleute waren mit 140 Fahrzeugen im Einsatz.

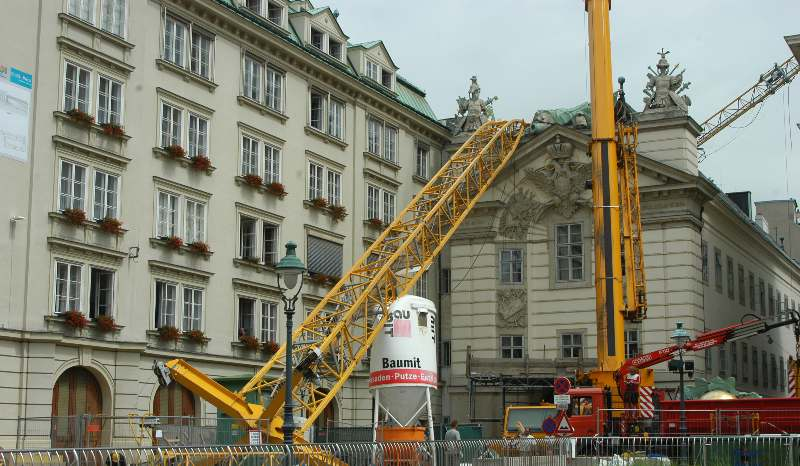
Am 21. Juni 2007 brachte ein Sturm den Drehkran zum Einsturz. Der Kranfahrer wurde getötet, die Zentralfeuerwache schwer beschädigt.

Während zwei schweren Stürmen am 21. und 22. Juni 2007 wurde ein für Umbauarbeiten an der Zentralfeuerwache Am Hof verwendeter Kran umgeworfen und auf das ehemalige Bürgerliche Zeughaus geschleudert. Der Kranführer wurde dabei getötet, das Gebäude schwer beschädigt.
Mitte 2009 folgte auf Branddirektor Perner, der seit 1982 tätig gewesen war, sein Stellvertreter Gerald Hillinger an die Spitze der Wiener Feuerwehr. Im April 2023 wurde Mario Rauch als Nachfolger von Gerald Hillinger ab dem 1. Mai 2023 zum Leiter der MA 68 – Feuerwehr und Katastrophenschutz bestellt.

## Alarmierung
* Notruf:
Die Wiener Berufsfeuerwehr ist über die Notrufnummer 122 sowohl über das Festnetz als auch mit Mobiltelefonen direkt und gratis erreichbar. Außerdem sind ungefähr 1.500 Objekte über automatische Brandmeldeanlagen mit der Nachrichtenzentrale in der Zentralfeuerwache Am Hof verbunden.
* Nachrichtenzentrale:
Aufgrund der in der Nachrichtenzentrale eingehenden Informationen (Einsatzadresse, Art des Einsatzes, zusätzliche Informationen) werden vom Alarm-Disponenten mit Unterstützung des Einsatzleitrechner-Systems die Einsatzkräfte der entsprechenden Feuerwache(n) alarmiert.
* Alarmierung einer Feuerwache:
Um möglichst kurze Ausrückezeiten zu erreichen (bei Tag maximal 30 Sekunden, bei Nacht maximal 60 Sekunden), werden die Einsatzkräfte EDV-unterstützt alarmiert.
Das Licht wird eingeschaltet, ein Gong ertönt und eine mündliche Lautsprecherdurchsage informiert über die ausrückenden Fahrzeuge, die Einsatzadresse und die Einsatzart. Außerdem werden die wichtigsten Alarminformationen schriftlich an die alarmierte(n) Wache(n) übertragen.
Zu diesem Zweck verfügt die Wiener Berufsfeuerwehr über ein eigenes Kabelnetz mit einer Gesamtlänge von ungefähr 180 Kilometern Länge. Die Instandhaltung und Verbesserung ist eine der Aufgaben der Feuerwehrmitarbeiter (Nachrichtenbau).
* Ausrückeordnung
In der Ausrückeordnung sind alle denkbaren Einsatzsituationen und die dafür vorgesehenen zu alarmierenden Einsatzkräfte festgelegt. Dies soll gemeinsam mit den über das gesamte Stadtgebiet verteilten Feuerwachen ein Eintreffen der ersten Einsatzkräfte innerhalb von ungefähr sieben Minuten ermöglichen.
* Alarmstufen
Die ausgerufene Alarmstufe entspricht der Anzahl der für den Einsatz notwendigen vollzähligen Löschbereitschaften. Eine Löschbereitschaft (Löschzug) besteht aus etwa 28–30 Einsatzkräften mit einem Kommandofahrzeug, vier Löschfahrzeugen und allfälligen Sonderfahrzeugen.
* Statistik
Im Jahr 2002 war die Wiener Berufsfeuerwehr 30.983-mal im Einsatz, durchschnittlich also etwa 80-mal pro Tag oder alle 18 Minuten.
- - 26,77 Prozent: Brände
  - 26,39 Prozent: sonstige technische Einsätze
  - 22,26 Prozent: Verkehr
  - 21,64 Prozent: Rettung von Mensch und Tier
  - 2,93 Prozent: Schadstoffeinsätze

Im Jahr 2006 kam es zu 33.565 Einsätzen für ungefähr 1.700 Feuerwehrmänner und drei Feuerwehrfrauen, 53 von ihnen wurden dabei im Einsatz verletzt. Ein Drittel der Einsätze waren Brandeinsätze und zwei Drittel technische Einsätze. Durchschnittlich alle 15 Minuten musste mindestens ein Löschfahrzeug ausrücken.
Der Orkan Kyrill war in Wien Auslöser für rund 700 Einsätze der Feuerwehr. Grund dafür waren unter anderem abgedeckte Dächer und ein teilweise eingestürztes Baugerüst, das die Einstellung einer Straßenbahnlinie für mehrere Stunden notwendig machte.

## Katastrophenschutz
Zu den Aufgaben der Wiener Berufsfeuerwehr gehören auch der Katastrophenschutz, der Katastrophenalarm und der Katastropheneinsatz.
* Katastrophenschutzplan
Von der Gemeinde Wien wurde unter Zusammenhang der Feuerwehr der Stadt Wien und anderen Fachdienststellen ein Katastrophenschutzplan, der einen Überblick über alle zur Verfügung stehenden Einsatzkräfte und anderer Hilfskräfte und Hilfsmittel sowie vorhandene Kommunikationsmittel für die Bekämpfung von Katastrophen enthält, erarbeitet.
* Katastropheneinsatzplan
Im Katastropheneinsatzplan sind für alle denkbaren Katastrophen entsprechende Gegenmaßnahmen festgehalten. Darin festgeschrieben sind weiters die Alarmierungsabläufe und Zuständigkeiten.
* Alarmierung
Übersteigt die Anzahl der in der Feuerwehrnachrichtenzentrale einlaufenden Notfälle einen bestimmten Schwellenwert, so wird der Katastrophenvoralarm ausgelöst und die Wache im Wiener Rathaus verständigt.
Die Angehörigen der Rathauswache besetzen die Katastrophenleitzentrale und verständigen den Leiter der Magistratsdirektion Krisenmanagement und Sofortmaßnahmen MDKS sowie den Bürgermeister über den Großeinsatz. Aufgrund der Größe des Einsatzes und seiner Art entscheidet dieser über Einberufung und personelle Zusammensetzung des Krisenstabes. Bis zum Zusammentreten des Krisenmanagements ist der Branddirektor der Leiter des Katastropheneinsatzes.
Sowohl die Nachrichtenzentrale als auch die Katastrophenleitzentrale verfügen über die Möglichkeit, das Warn- und Alarmsystem auszulösen und über Sirenenanlagen und den Rundfunk die Bevölkerung zu warnen.
* Mobilisierung im Katastrophenfall
Um im Katastrophenfall rasch die Reservekräfte aktivieren zu können, wurde das Stadtgebiet in fünf Katastrophenschutzabschnitte unterteilt, für welche die Einberufung der dienstfreien Mannschaft getrennt per Telefon oder Rundfunk erfolgen kann. Zusätzlich werden auch befreundete Organisationen aktiviert.
Bei Bedarf kann auch der Katastrophenhilfsdienst des Wiener Landesfeuerwehrverbandes alarmiert werden. Dadurch ist genug Personal für zwei weitere Löschzüge vorhanden. Der KHD Wien und seine Fahrzeuge sind auf der Gruppenwache Am Spitz stationiert.
* Versorgung der Einsatzkräfte
Jede der neun Hauptfeuerwachen verfügt über ein Lager mit einer Einsatzreserve an Geräten und Materialien. Das größte derartige Lager befindet sich in der Hauptfeuerwache Floridsdorf.
* Statistik
Von den jährlich etwa 32.000 Einsätzen der Wiener Feuerwehr sind allerdings die wenigsten als Katastropheneinsatz zu werten. Da bei einem Einsatz aber meist mehr als ein Fahrzeug ausfährt, kommt es jährlich zu etwa 100.000 Fahrzeugbewegungen. Beim Brand der Sophiensäle mit 450 eingesetzten Feuerwehrmännern kam es etwa zu ungefähr 190 Fahrzeugbewegungen unter einer Einsatznummer.
* Katastrophenhilfsabkommen
Für Katastrophenfälle, welche die eigene Leistungsfähigkeit übersteigen, wurden zwischen den Ländern Wien und Niederösterreich, den niederösterreichischen Umlandgemeinden von Wien, aber auch anderen Städten in Österreich und dem Ausland so genannte Katastrophenhilfsabkommen geschlossen.
Vorteil dieses gegenseitigen Hilfspakts ist eine Kostenersparnis, da nicht jede Feuerwehr für sich materiell auf die Superkatastrophe vorbereitet sein muss. Außerdem sind dadurch die Hilfsmittel dezentralisiert gelagert.

## Ausbildung
Der Beruf „Feuerwehrmann“ steht auch Frauen offen (die erste trat 1998 ihren Dienst an). Diese müssen die gleichen Aufnahmebedingungen wie die männlichen Aspiranten erfüllen:
* Einstellungsvoraussetzungen
* abgeschlossene Berufsausbildung
* Mindestalter 20 Jahre, Höchstalter 26 Jahre
* Staatsbürgerschaft eines EU-Staates
* Einwandfreier Leumund (kein Eintrag im Strafregister)
* positiver Abschluss diverser Eignungstests
* Ausbildung
Abgesehen von der elfwöchigen Grundausbildung beruht die Ausbildung der neu eingetretenen Feuerwehrleute weitgehend auf dem dualen Prinzip von Theorieunterricht und Praxis.
* Unterrichtsmethoden

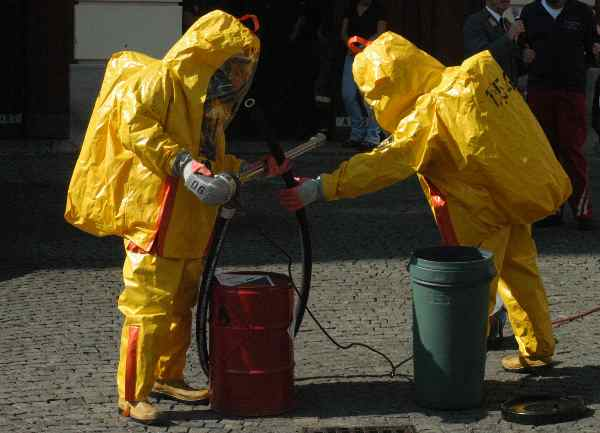
Schadstoffbergung (gestellte Szene)

* theoretischer Unterricht, meist in Verbindung mit Multimedia-Elementen oder manuellem Üben und Versuchen
* Selbsterfahrung durch Aufgaben, die der Auszubildende zu bewältigen hat
* teambildende Maßnahmen (vor allem während der Grundausbildung)
* Selbststudium, um das in den Kursen erlernte zu vertiefen
* praxisbezogene Einsatzübungen
* Drill von Fertigkeiten, die jederzeit gekonnt werden müssen
Ab dem Erreichen des Chargendienstgrades wird jeder Feuerwehrmann auch zum Ausbildner.
Bis die neu eingetretenen Feuerwehrleute vollwertige Feuerwehrmänner und -frauen (Dienstgrad: Oberfeuerwehrmann) sind, dauert es vier bis fünf Jahre. In dieser Zeit sind folgende Kurse erfolgreich zu absolvieren:
- Grundausbildung
- Umweltschutzausbildung („Schadstoffkurs“)
- Technischer Hilfsdienst-Kurs

- Branddienstkurs

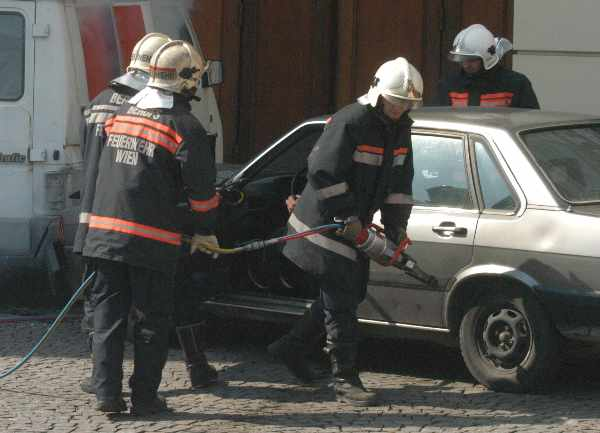
Unfallbergung (gestellte Szene)

In den Chargenschulen – einer internen „Werkmeisterschule“ – besteht die Möglichkeit einer Spezialisierung:
- Branddienst
- Fahr- und Maschinendienst
- Nachrichtendienst und Nachrichtenbau

Zusätzlich gibt es auch noch optionale Ausbildungen und Spezialausbildungen (Taucher, Schiffsführer und so weiter) zu absolvieren, dies ist aber abhängig vom Bedarf der Wiener Berufsfeuerwehr.

### Offiziersausbildung
Eine technische Matura oder ein Hochschulstudium sind Voraussetzung für die Zulassung zur Offiziersausbildung. Der Feuerwehrmann- und Chargenausbildung folgt eine zweijährige Spezialausbildung in allen für den Feuerwehralltag notwendigen Fachrichtungen.

## Spezialbereiche

### Inspektionsrauchfangkehrer Luftreinhaltung
Der Spezialbereich Inspektionsrauchfangkehrer, den es von allen österreichischen Berufsfeuerwehren nur in Wien gibt und in der Hauptfeuerwache Mariahilf stationiert ist, wurden vor allem drei wesentliche Aufgabenbereiche zugeteilt:
- Alarmmäßiges Ausrücken (aufgrund des Wiener Feuerwehrgesetzes) zu Feuerwehreinsätzen, wenn Fachwissen, handwerkliche Fähigkeiten und/oder das Spezialwerkzeug eines Rauchfangkehrers benötigt werden.
- Stellung eines Amtssachverständigen (aufgrund der Geschäftsordnung des Magistrats) in behördlichen Verfahren soweit Feuerungsanlagen und luftverunreinigende Zustände betroffen sind.
- Kontrollorgan für die Überwachung der Einhaltung der Wiener Kehrordnung

Durch die Gesetzgebung des Landes Wien wurde den konzessionierten Rauchfangkehrern quasi amtliche Befugnisse eingeräumt und diesem Gewerbe ein Gebietsschutz erteilt. Der Inspektionsrauchfangkehrer hat daher die Stellung einer Kontrollinstanz inne, ob die gesetzlichen Bestimmungen korrekt gehandhabt werden.

### Feuerwehrimker
In der Zeit zwischen dem 15. April und dem 15. Oktober stehen die speziell geschulten Feuerwehrimker in Notfällen der Bevölkerung zur Verfügung, stationiert sind sie mit ihrem Fahrzeug auf der Hauptfeuerwache „Zentrale“. Geschaffen wurde dieser Spezialbereich in den 1970er Jahren.
Zum Einsatz kommt der Feuerwehrimker, wenn Wespen, Hornissen, Bienen oder Hummeln (oder deren Nester) sich im unmittelbaren Aufenthaltsbereich von Personen (Kindergärten, Schulen, öffentliche Spielplätze oder in Wohnungen) befinden. Diese Insekten werden unter Beachtung des Tierschutzgesetzes und des Artenschutzgesetzes von ihrem Aufenthaltsort entfernt.

### Feuerwehrtaucher
Zu den Feuerwehrtauchern werden nur Freiwillige eingeteilt, sofern sie physisch und psychisch dafür geeignet sind. Ihre Stützpunkte sind die „Leopoldstadt“ und „Kaisermühlen“, so dass die Einsatzgebiete Donau, Alte Donau, Wiener Donaukanal und Neue Donau bestmöglich abgedeckt werden.
Zu den Einsatzarten zählen unter anderem die Rettung Ertrinkender, von gefährdeten Personen bei Schiffs- und Bootsunfällen, Eisrettung, Suche nach Wasserleichen, der Sicherungsdienst bei Wassersportveranstaltungen, Tierrettung am und im Gewässer sowie technische Taucheinsätze (Suche und Bergung von Gegenständen, …). Seit dem Jahr 2010 werden Feuerwehrtaucher der Berufsfeuerwehr bei Ertrinkungsunfällen vom Rettungshubschrauber Christophorus 9 aufgenommen und mit spezieller Tauchausrüstung an die Einsatzstelle verflogen. Dadurch wird das Einsatzgebiet der Wiener Feuerwehrtaucher fallweise auch auf die Bundesländer Niederösterreich und Burgenland ausgeweitet.

### Höhenretter
Die Höhenretterausbildung erfolgt ebenso wie bei den Feuerwehrtauchern nur auf freiwillige Meldung. Die Höhenretter kommen dann zum Einsatz, wenn mit den Mitteln zur Absturzsicherung einer Löschgruppe kein Auslangen gefunden wird. Dies ist zum Beispiel der Fall, wenn die Zweiseiltechnik benötigt wird, das heißt ein zweites Seil als Ausfallebene benötigt wird. Dies ist immer erforderlich, wenn mit Geräten im Seil hängend gearbeitet wird. Jede Löschgruppe ist für die Erstmaßnahmen der Menschenrettung und zum Sichern beim Arbeiten an exponierten Stellen (zum Beispiel beim Beseitigen von Sturmschäden auf Dächern o. ä.) ausgerüstet und ausgebildet.
Neben dem Höhenretterfahrzeug in Hernals befinden sich auch in jeder Sektion ausgebildete Höhenretter.

## Fuhrpark
Die Wiener Berufsfeuerwehr ist bemüht, ihren aus rund 180 Kraftfahrzeugen, 40 Wechselaufbauten und 40 Anhängern bestehenden Fuhrpark auf dem modernst-möglichen Standard zu halten. Ständig einsatzbereit sind ungefähr 100 Fahrzeuge sowie die Wechselaufbauten und die Anhänger. Die restlichen Fahrzeuge sind entweder ohne Besatzung, als Reservefahrzeuge einsatzbereit oder zu Wartungs- und Reparaturzwecken außer Dienst.
Der so genannte Fahr- und Maschinendienst mit rund 350 Mitarbeitern – jeweils ungefähr 100 Mann im 24-Stunden-Dienst – betreut auf den Feuerwachen, denen sie als Einsatzfahrer zugeteilt sind, auch die Fahrzeuge, Pumpen, Kompressoren und so weiter. Zusätzlich arbeiten noch etwa 20 Mechaniker, Elektriker, Spengler und so weiter im 8-Stunden-Dienst in der Kfz-Werkstätte der Hauptfeuerwache Floridsdorf.
Entsprechend einem Kontroll- und Wartungsplan werden verschiedene Kontrollen in einem Intervall von täglich bis zu zweijährlich durchgeführt. Notwendig gewordene Reparaturen werden entweder in eigenen Werkstätten oder bei Fachfirmen durchgeführt. Für Reparaturen während eines Einsatzes steht auch ein Werkstättenfahrzeug zur Verfügung. Allein für Reparaturkosten, Versicherungen, Treibstoffe, Schmiermittel und so weiter sind ungefähr 700.000 Euro budgetiert.

### Aktuelle Fahrzeuge

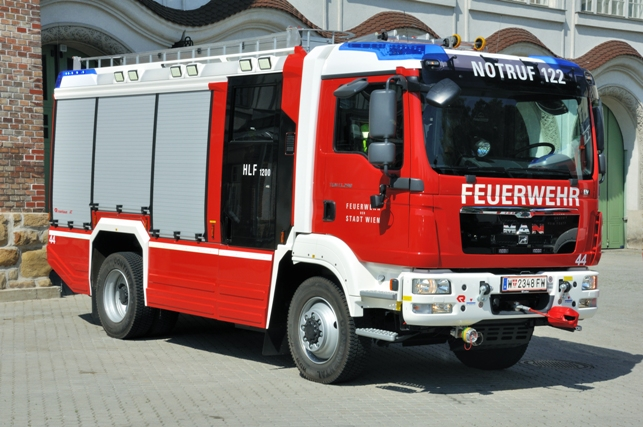
Neues HLF auf MAN-Fahrgestell

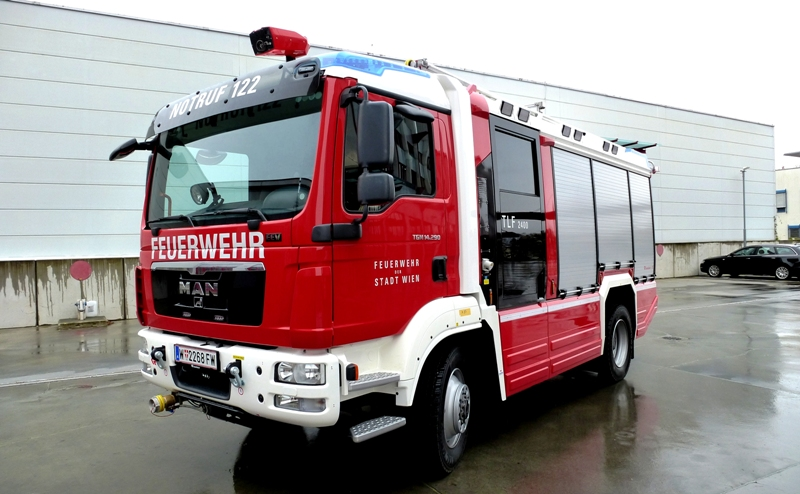
Neues TLF auf MAN-Fahrgestell

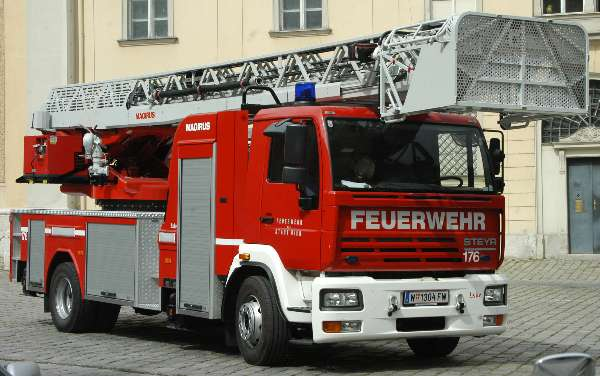
Drehleiter auf Steyr-Fahrgestell

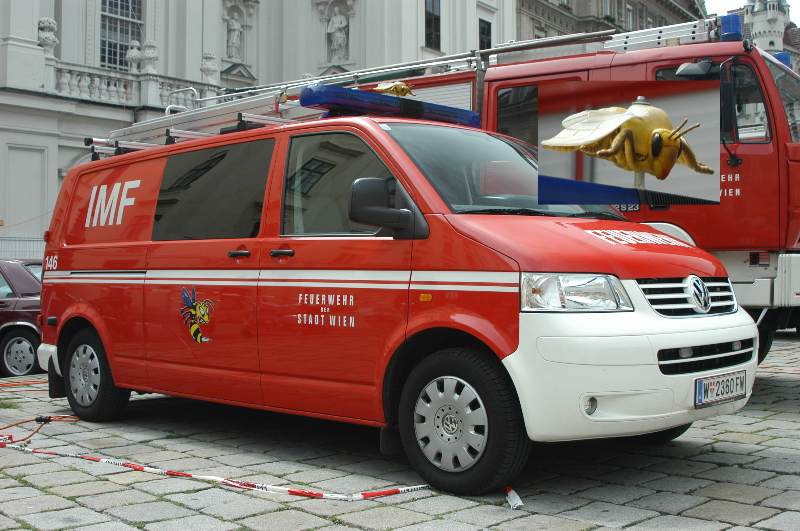
Imkerfahrzeug der Berufsfeuerwehr Wien – Die Biene sitzt auf dem Blaulicht

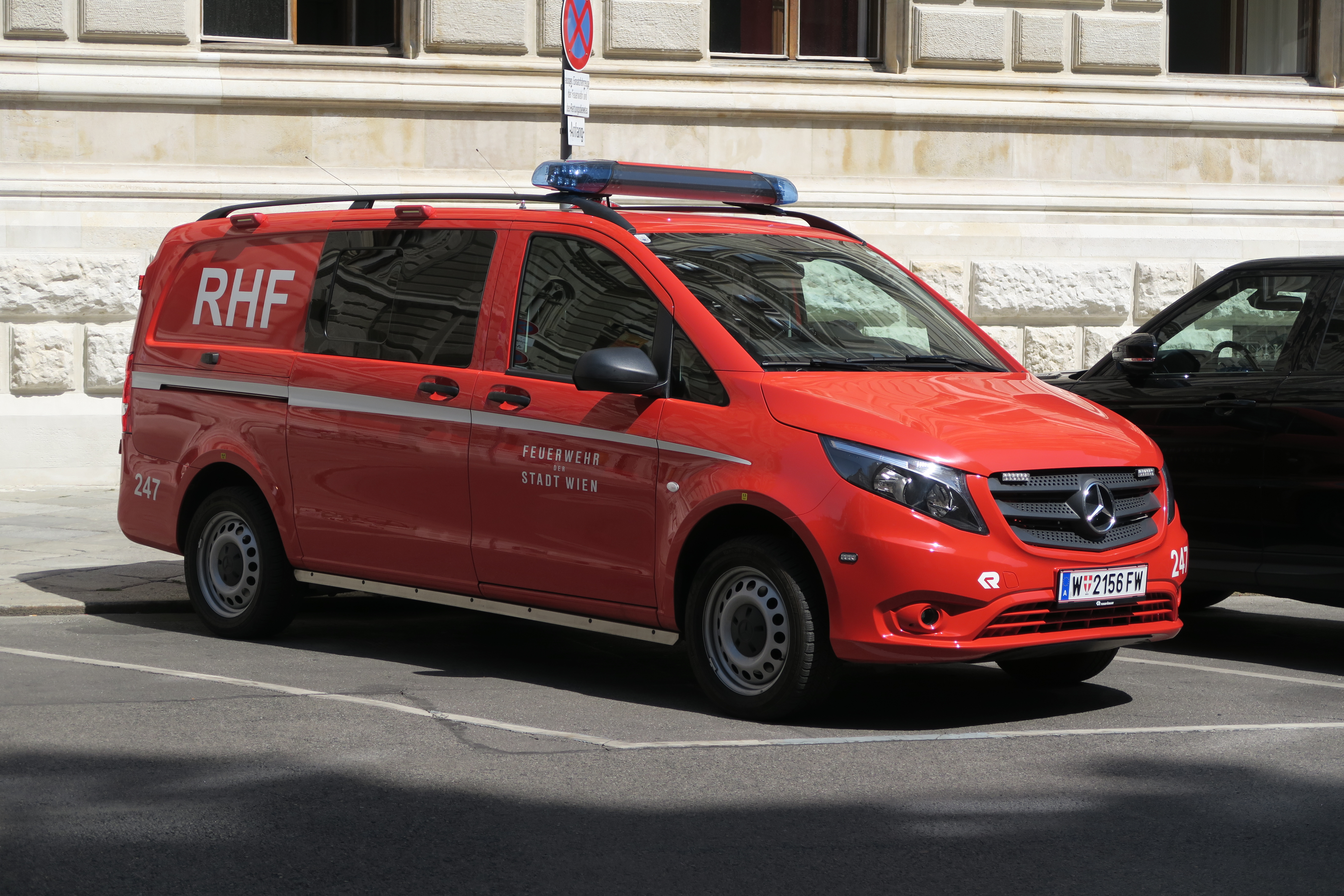
Rathausfahrzeug vor der Rathauswache

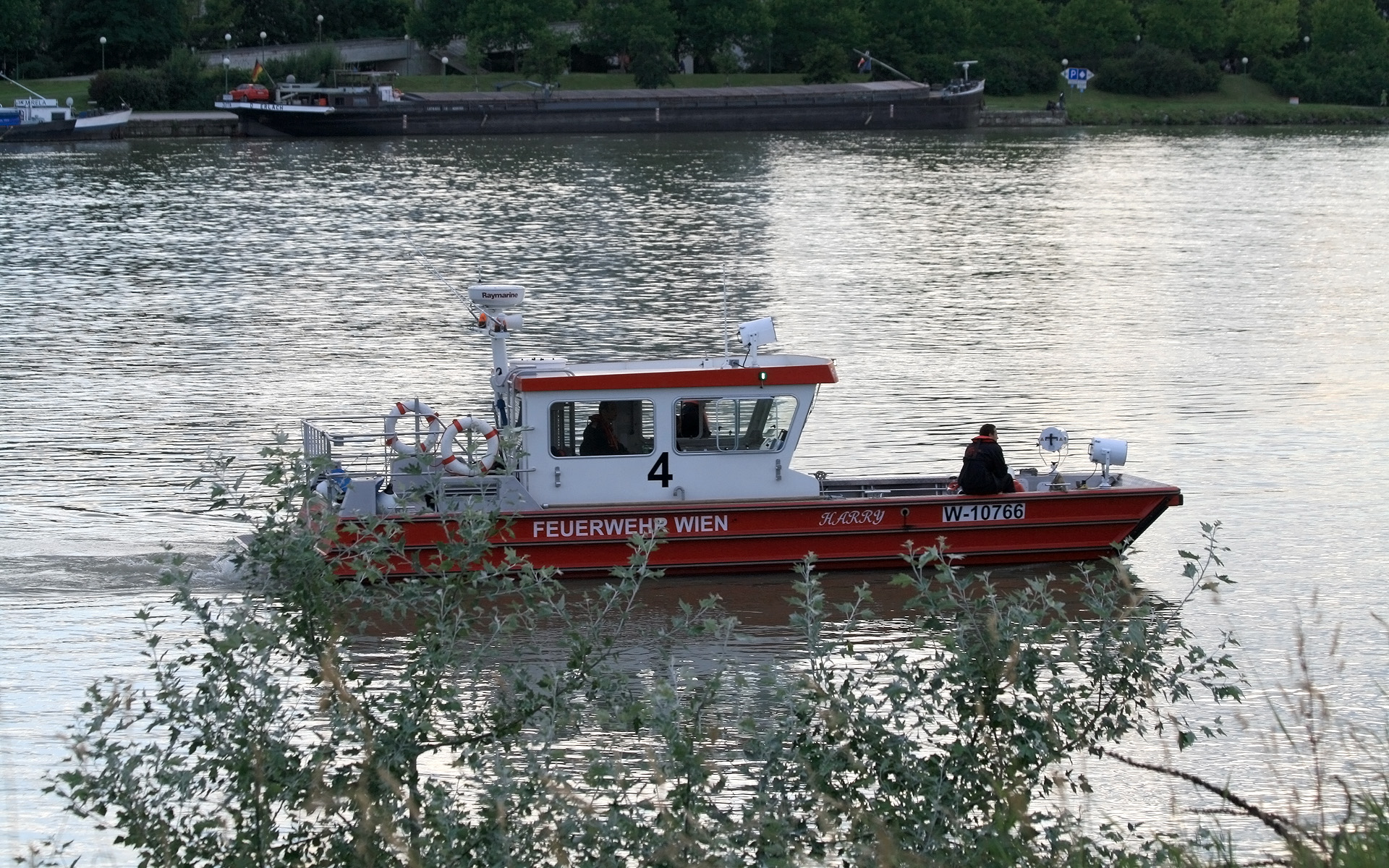
Feuerwehrboot Harry

Diese Fahrzeuge befinden sich aktuell im Dienst.
- Fahrzeuge der Löschbereitschaft (Löschzug):

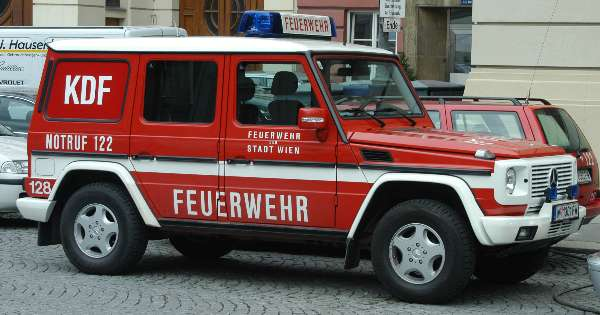
Kommandofahrzeug auf Mercedes-Fahrgestell

KDF: Kommandofahrzeug
Das geländegängige Kommandofahrzeug dient als Transportmittel für die Führungskräfte einer Lösch- oder technischen Bereitschaft sowie für verschiedene Ausrüstungsgegenstände. Besetzt ist es mit Bereitschaftsoffizier, Zugskommandanten, Sektionsfahrmeister und Melder.
BLF(Basislöschfahrzeug)
Das Basislöschfahrzeug ist ein neues Elektrofahrzeug, welches, im Vergleich zum HLF, die Sitze in eine andere Richtung ausgerichtet hat, von der Beladung ist es dem Hilfeleistungslöschfahrzeug dennoch sehr ähnlich.
HLF: Hilfeleistungslöschfahrzeug
Das Hilfeleistungslöschfahrzeug wird seit Juli 2011 bei der Berufsfeuerwehr im Einsatzbetrieb verwendet und soll längerfristig das RLF ersetzen. Es basiert auf einem Rosenbauer-AT-Fahrgestell. Es verfügt über einen Löschwassertank der 1200 Liter fasst.
TLF: Tanklöschfahrzeug
Seit Oktober 2012 befindet sich das Tanklöschfahrzeug bei der Berufsfeuerwehr Wien im Dienst. Es soll längerfristig die Universallöschfahrzeuge ersetzen. Das TLF basiert auf einem Rosenbauer-AT-Fahrgestell. Vom Aussehen her ist es vom HLF nur durch den am Dach montierten Wasser- und Schaumwerfer sowie durch die seitliche Aufschrift zu unterscheiden, es unterscheidet sich aber von der Beladung her massiv. So werden z. B. die doppelte Menge Wasser (2400 Liter) und im Dachbereich verstaute Saugschläuche mitgeführt. Dadurch wird deutlich, dass dieses Fahrzeug hauptsächlich für Brandeinsätze entwickelt wurde, es lässt sich aber auch für einen Erstangriff bei Schadstoffeinsätzen anwenden. Um die Maschinistenausbildung zu vereinfachen, ist der Mannschaftsraum größtenteils identisch zum HLF gehalten.
DL: Drehleiter
Die Fahrzeuge mit Drehleitern (Rettungshöhe 30 Meter) dienen der Rettung von Menschenleben, der Durchführung von Löschangriffen sowie technischen Hilfeleistungen.
- Fahrzeuge für den Brandeinsatz:

ATF: Atemschutzfahrzeug
Spezielle Löschfahrzeuge:
GLF: Geländelöschfahrzeug
GTF: Großtanklöschfahrzeug
Hubrettungsfahrzeuge:
TMB: Teleskopmastbühne 45 Meter
TMF: Teleskopmastbühne 54 Meter

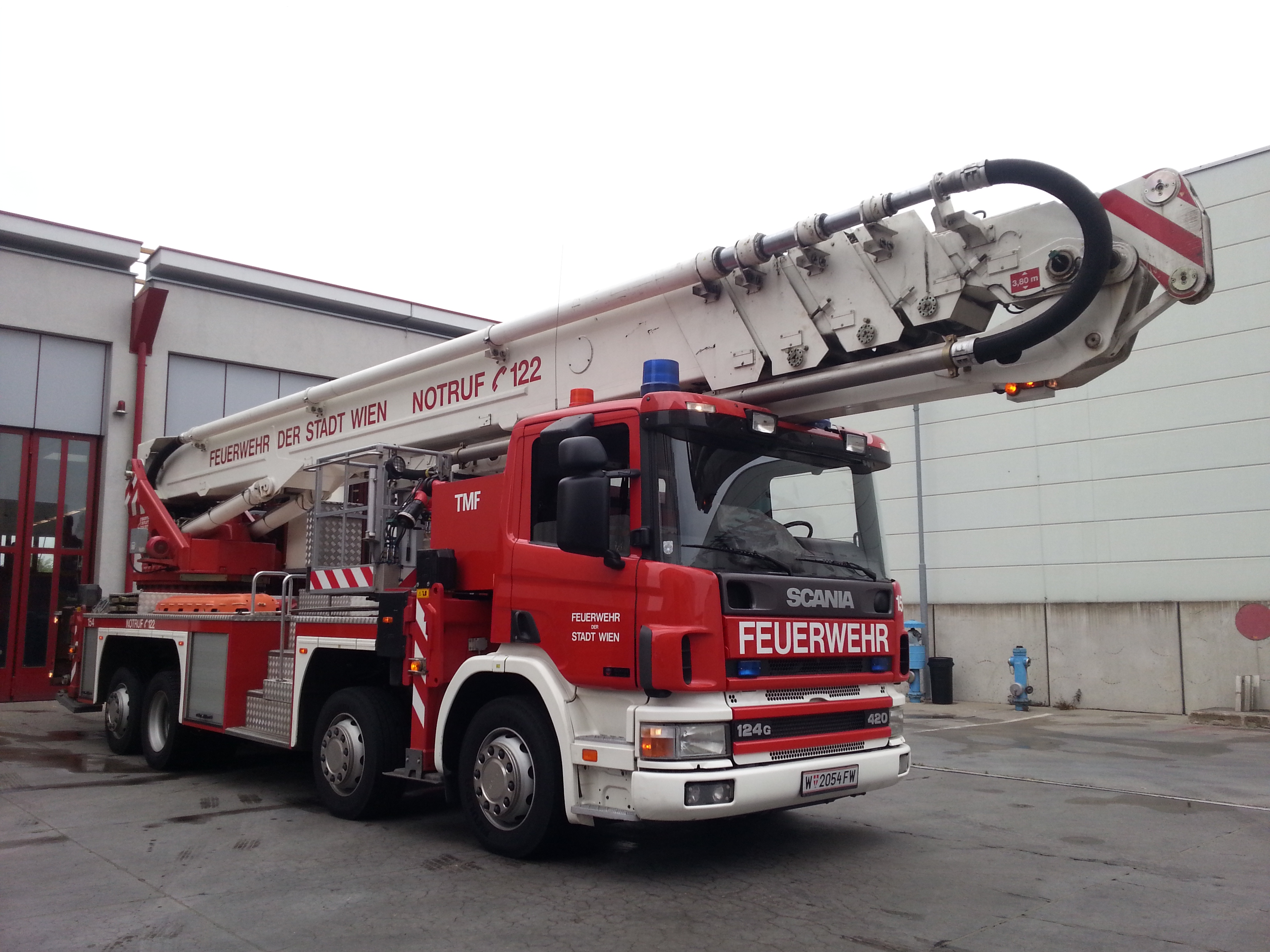
Ein Teleskopmastfahrzeug mit einer Rettungshöhe von 54 m der Wiener Berufsfeuerwehr.

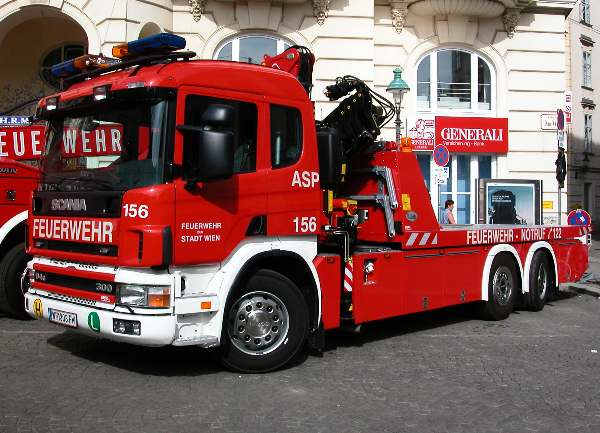
ASP auf Scania-Fahrgestell

Wechselaufbauten für den Brandeinsatz:
WLM: Wechselaufbau Lüfter Mobil
WLU: Wechselaufbau Belüftung
WSL: Wechselaufbau Schlauch
WSM: Wechselaufbau Schaummittel
WSR: Wechselaufbau Schlauchreserve
Anhänger für den Brandeinsatz:
SRA: Sprungretteranhänger mit Sprungretter
- Fahrzeuge für den technischen Einsatz:

BGL: Baggerlader
Der Baggerlader wird auf Teleskoptiefladeanhänger (TTL) zur Einsatzstelle transportiert. Er ist dazu auf diesem permanent verlastet.
Abschleppfahrzeuge:
ASP: Abschleppfahrzeug PKW
ASL: Abschleppfahrzeug LKW
Kranfahrzeuge:
KRF: Teleskopkranfahrzeug 450 kN
Wechselaufbauten für den technischen Einsatz:
WAP: Wechselaufbau für Auspumpgeräte
WKB: Wechselaufbau Kranbegleitung
WNA: Wechselaufbau Notstromaggregat 10 kVA
WPH: Wechselaufbau Pölzholz
WPM: Wechselaufbau Pölzmaterial
WSW: Wechselaufbau Schwerwerkzeug
Anhänger für den technischen Einsatz:
ASA: Abschleppachse
NAA: Notstromaggregatanhänger
SSA: Sandsackabfüllgerätanhänger
TTL: Teleskoptiefladeanhänger
Der Teleskoptiefladeanhänger dient zum Transport von schweren oder langsamen Fahrzeugen und Ausrüstungsgegenständen (z. B. Baggerlader oder Boote), er kann aufgrund seiner technisch möglichen Gesamtmasse von 36 Tonnen aber auch zum Transport von verunfallten LKW eingesetzt werden. Der Baggerlader (BGL) ist permanent auf dem Anhänger verlastet.
- Fahrzeuge für den Schadstoffeinsatz:

DEF: Dekofahrzeug
UMF: Umweltmessfahrzeug
Wechselaufbauten für den Schadstoffeinsatz:
WAS: Wechselaufbau Atemschutz
WBN: Wechselaufbau Binde- und Neutralisationsmittel
WCB: Wechselaufbau mit Chemiebehältern
WDE: Wechselaufbau Dekontamination
WKS: Wechselaufbau Körperschutz
WSU: Wechselaufbau Schadstoffunfall
Anhänger für den Schadstoffeinsatz:
OWA: Ölwehranhänger
- Fahrzeuge der Sonderdienste:

HRF: Höhenretterfahrzeug
IMF: Imkerfahrzeug
IRF: Inspektionsrauchfangkehrerfahrzeug
TRF: Taucherrüstfahrzeug
TAF: Taucherfahrzeug
- Fahrzeuge für besondere Zwecke:

EDF: Direktionsfahrzeug
HIO: Kommandofahrzeug Hauptinspektionsoffizier
KDW: Kommandofahrzeug Wache Rathaus
KGF: Kleingerätefahrzeug
KLF: Kleintanklöschfahrzeug
KPF: Kipperfahrzeug mit Ladekran
KTF: Kleintankfahrzeug
LGF: Logistikfahrzeug
LSF: Leitstellenfahrzeug
MOT: Feuerwehrmotorrad
MZF: Mehrzweckfahrzeug
NAB: Nachrichtenbaufahrzeug
RHF: Rathausfahrzeug
SGF: Sondergerätefahrzeug
WLF: Wechselladerfahrzeug
WLK: Wechselladerfahrzeug mit Kran
WLL: Wechselladerfahrzeug mit Ladekran
WSF: Werkstättenfahrzeug
Wechselaufbauten für besondere Zwecke:
WBT: Wechselaufbau Betreuung
WEL: Wechselaufbau Einsatzleitung
WMU: Wechselaufbau Mulde
WOB: Wechselaufbau offener Behälter
WSP: Wechselaufbau Sonderpumpen
Anhänger für besondere Zwecke:
HUA: Hubstapleranhänger
RHA: Rettungshundeanhänger
SPA: Sonderpumpenanhänger
TSA: Tragkraftspritzenanhänger
Großgeräte für besondere Zwecke:
HUB: Ferngesteuerter Geländestapler
MPF: Motorpumpen fahrbar
- Wasserfahrzeuge:

Holzzillen
Aluzillen
Schlauchboote
Arbeitsboote
Mehrzweckboote
Wasserstützpunkte

### Historische Fahrzeuge
Diese Fahrzeuge sind außer Dienst. Sollte die Benennung auch bei in Dienst befindlichen Fahrzeugen vorkommen handelt es sich dabei um die Nachfolgegeneration.
- Fahrzeuge der Löschbereitschaft (Löschzug):

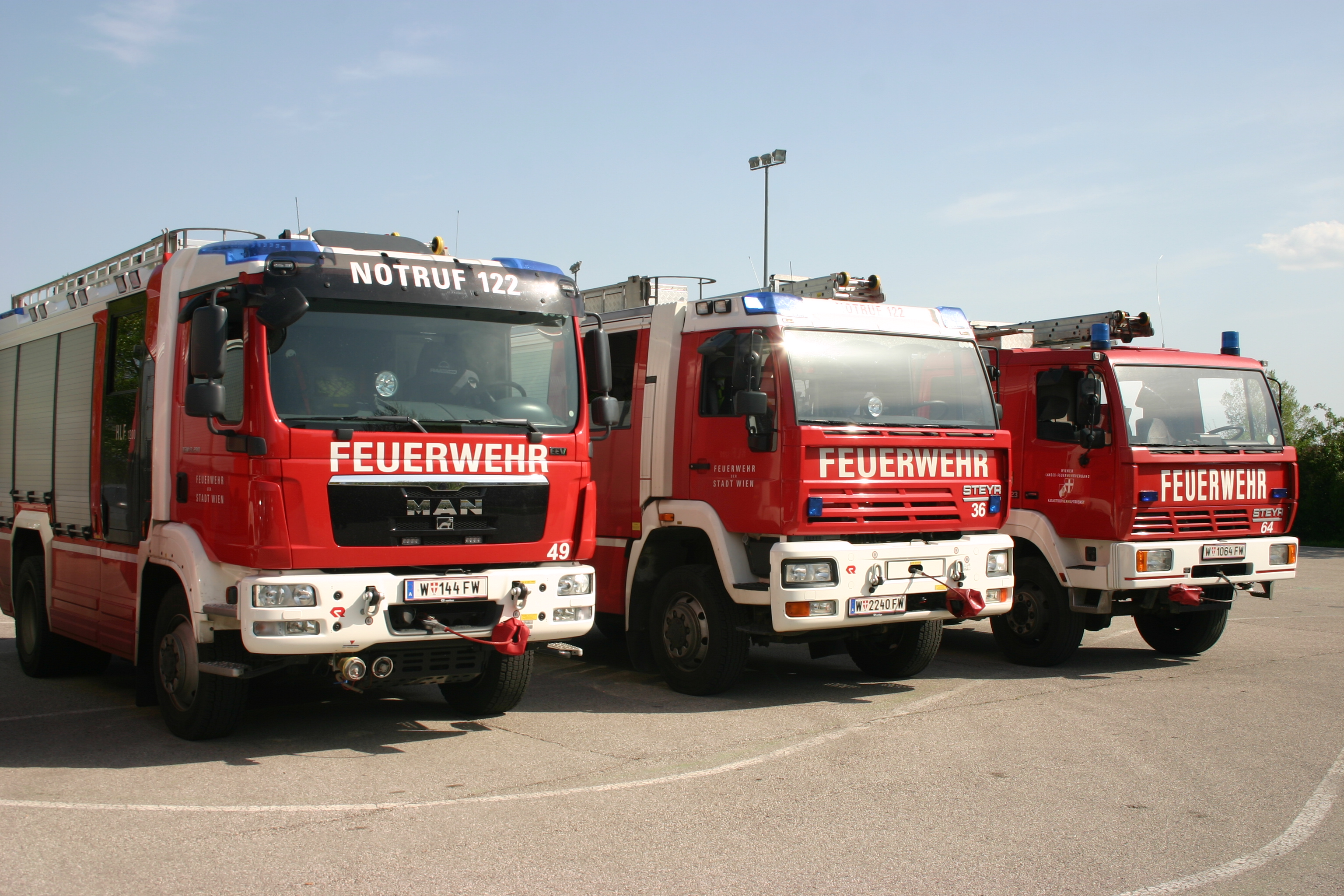
Ein BLF mit den beiden nachfolgenden Fahrzeugtypen RLF und HLF (v. re. n. li.)

BLF: Bergelöschfahrzeug
Das Bergelöschfahrzeug war bis 2013 bei der Wiener Feuerwehr eingesetzt. Es war für die Brandbekämpfung und für die technische Hilfeleistung ausgerüstet. Um möglichst wendig zu sein, wurden die Fahrzeugbreite mit 2.300 Millimetern und der Radstand mit 3.400 Millimetern festgelegt. Es wurde durch das RLF ersetzt.
ULF: Universallöschfahrzeug
Das Universallöschfahrzeug wurde bis 2015 bei der Wiener Feuerwehr eingesetzt. Es war mit Sonderlöschmitteln und einer Spezialausrüstung ausgestattet und wurde bei Bränden und für Schadstoffeinsätze verwendet. Es wurde durch das TLF ersetzt.
- Fahrzeuge für den Brandeinsatz:

Hubrettungsfahrzeuge:
TMB: Teleskopmastbühne

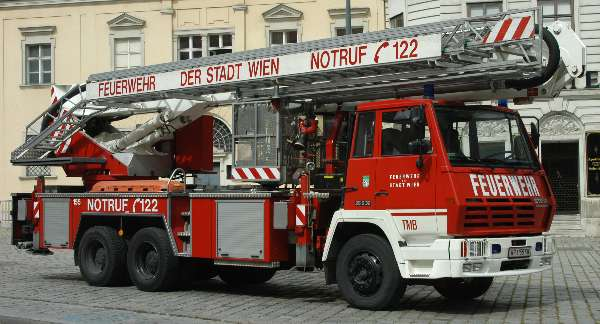
Außer Dienst gestellte TMB auf Steyr-Fahrgestell

Wechselaufbauten für den Brandeinsatz:
WPU: Wechselaufbau Pulver
- Fahrzeuge für den technischen Einsatz:

Kranfahrzeuge:
KRF: Kranfahrzeug 300 kN
KRF: Kranfahrzeug 700 kN
Wechselaufbauten für den technischen Einsatz:
WAG: Wechselaufbau LKW-Abschleppgerät
WNK: Wechselaufbau Notstrom klein
- Fahrzeuge für den Schadstoffeinsatz:

UMF: Umweltmessfahrzeug
Vor der Indienststellung des neuen Umweltmessfahrzeuges auf Basis eines MAN-Fahrgestells setzte die Berufsfeuerwehr Wien ein Fahrzeug auf Basis eines Mercedes-Benz Kastenwagens ein.
Wechselaufbauten für den Schadstoffeinsatz:
WOW: Wechselaufbau Ölwehr
WSD: Wechsellader-Saug-Druckfass
WST: Wechsellader Schlammtank
WTK: Wechsellader Tank
Anhänger für den Schadstoffeinsatz:
DEA: Dekontaminationsanhänger
HDA: Anhänger für Hochdruckreinigungsgerät
- Fahrzeuge der Sonderdienste:

MOT: Motorradstaffel
Zum schnelleren Erreichen von Unfallstellen auf Autobahnen befand sich bei der Wiener Berufsfeuerwehr eine Motorradstaffel mit speziellen hydraulischen Rettungssätzen im Einsatz. Aufgrund des hohen Unfallrisikos, bedingt durch die schweren Aufbauten, wurde diese allerdings nach einigen Jahren wieder aufgelöst. Die Motorräder sind nun (ohne Aufbauten) auf der Hauptfeuerwache Döbling und der Feuerwache Rathaus zur besonderen Verwendung stationiert.
- Fahrzeuge für besondere Zwecke:

LSF: Leitstellenfahrzeug
Vor der Indienststellung des neuen Leitstellenfahrzeuges auf Basis eines MAN-Fahrgestells setzte die Berufsfeuerwehr Wien ein Fahrzeug auf Basis eines Mercedes-Benz-Kastenwagens ein.
WSF: Werkstättenfahrzeug
Vor der Indienststellung des neuen Werkstättenfahrzeuges auf Basis eines MAN-Fahrgestells setzte die Berufsfeuerwehr Wien ein Fahrzeug auf Basis eines Mercedes-Benz-Kastenwagens ein.

## Standorte

### Brandschutzsektionen
Das von der Wiener Berufsfeuerwehr betreute Schutzgebiet von 415 Quadratkilometern ist in neun Brandschutzsektionen mit Hauptfeuerwachen und Nebenfeuerwachen unterteilt. Diese 22 Feuerwachen wurden so über das Stadtgebiet verteilt, um nach durchschnittlich fünf Minuten ab der Alarmierung mit den ersten Einsatzkräften den Einsatzort zu erreichen. Oftmals sind diverse Referate oder Geschäftsgruppen einer Sektion zugeordnet. So ist zum Beispiel der Wasserdienst in der Sektion 2 stationiert, die Chargenausbildung Branddienst sowie die Offiziersausbildung finden in der Sektion 3 statt und die Sektion 8 beschäftigt sich hauptsächlich mit der Schadstoffausbildung.
Zusätzlich ist das Stadtgebiet in fünf Katastrophensprengel unterteilt. Im Katastrophenfall kann so die zentralisierte Feuerwehr in eine teils dezentralisierte Organisation aufgeteilt werden. Dies ist aufgrund des enormen organisatorischen Aufwands – bei Regeneinbrüchen in den vergangenen Jahren gab es teilweise bis zu 400 Anrufe in einer Stunde – nötig und hilfreich.
Die Sektionsleitung befindet sich auf der jeweiligen Hauptfeuerwache.

### Wachbesetzung
Die Dienstgruppen (A-Gruppe und B-Gruppe) wechseln sich alle 24 Stunden um 7:00 Uhr ab. Im Jahr stehen jedem Feuerwehrmann außerdem 48 dienstfreie Schichten zu.
- Hauptfeuerwache: Zur Mindestausstattung einer Hauptfeuerwache gehört eine Löschbereitschaft, welche aus einem Kommandofahrzeug, zwei Löschgruppenfahrzeugen für den Technischen Einsatz und Brandeinsatz (Rüstlöschfahrzeug oder Hilfeleistungslöschfahrzeug), einem Löschgruppenfahrzeug für Brandeinsatz und Schadstoffeinsatz (Universallöschfahrzeug oder Tanklöschfahrzeug) und einer Drehleiter besteht.

Zusätzlich können noch weitere Sonderfahrzeuge (Kranfahrzeuge, Großtankfahrzeuge, Wechselladerfahrzeuge, Atemschutzfahrzeuge) oder Sondereinheiten (Inspektionsrauchfangkehrer, Taucher, Imker, Höhenretter, …) dort stationiert sein.
- Zugswache: Zur Normalausstattung einer Zugswache gehören zwei Löschgruppenfahrzeuge für den Technischen Einsatz und Brandeinsatz (Rüstlöschfahrzeug oder Hilfeleistungslöschfahrzeug). Die zusätzliche Stationierung von Sonderfahrzeugen ist möglich. In Wien existieren nur noch zwei Zugswachen, nämlich Simmering und Landstraße.

- Gruppenwache: Die Gruppenwachen stellen die kleinste Form der Feuerwachen in Wien dar. Sie sind normalerweise mit einem Löschgruppenfahrzeug für den Technischen Einsatz und Brandeinsatz (Rüstlöschfahrzeug oder Hilfeleistungslöschfahrzeug) ausgestattet.

Es können hier allerdings auch sogenannte „Springer-Fahrzeuge“ stationiert sein, bei denen eine Fahrzeugmannschaft beide Fahrzeuge besetzen kann, das eine geht bei Alarmierung des anderen automatisch außer Dienst.
Weiters können hier auch Sonderfahrzeuge (ggf. mit eigener Besatzung, z. B. TAF in Kaisermühlen) stationiert sein.
Zusätzlich bestehen noch die Feuerwachen Rathaus und Allgemeines Krankenhaus (AKH), welche mit Sonderfahrzeugen für die speziellen örtlichen Gegebenheiten bestückt sind.
Bei den beiden letzten Freiwilligen Feuerwehren Wiens, Süßenbrunn und Breitenlee, stehen jeweils ein Löschgruppenfahrzeug für den Technischen Einsatz und Brandeinsatz (aktuell: Rüstlöschfahrzeug) im Dienst.

### Auflistung aller Wiener Feuerwachen
| Position              | Zugehörigkeit | Feuerwache                                    | Bezirk       | Adresse                        | Diverses | Foto                                             |
| --------------------- | ------------- | --------------------------------------------- | ------------ | ------------------------------ | --- | ------------------------------------------------ |
| Brandschutzsektion 1  |               |                                               |              |                                | |                                                  |
|                       |               | Zentralfeuerwache                             | Innere Stadt | Am Hof 7, 9 und 10             | einzige Feuerwache Wiens mit zwei kompletten Löschbereitschaften. Das ATF ist ebenso hier stationiert. Taktische Kürzel: "C" und "C1" | Zentralfeuerwache Innere Stadt                   |
|                       |               | Zugswache Landstraße                          | Landstraße   | Baumgasse 89                   | Laut einem im Februar 2012 bekanntgegebenen 10-Jahres-Plan für die Sanierung und Neuerrichtung von Wachestandorten soll die Zugswache Landstraße zwischen 2020 und 2022 generalsaniert werden. Taktisches Kürzel: "Ls" | Zugswache Landstraße                             |
| Brandschutzsektion 2  |               |                                               |              |                                | |                                                  |
|                       |               | Hauptfeuerwache Leopoldstadt                  | Leopoldstadt | Engerthstraße 216              | Im Zuge eines 10-Jahres-Plan für die Sanierung und Neuerrichtung von Wachestandorten wurde die Hauptfeuerwache Leopoldstadt zwischen 2016 und 2018 neu gebaut. Taktisches Kürzel: "L" | Hauptfeuerwache Leopoldstadt                     |
|                       |               | Gruppenwache Kaisermühlen                     | Donaustadt   | Wallenberggasse 4              | Taktisches Kürzel: "Km" | Gruppenwache Kaisermühlen                        |
| Brandschutzsektion 3  |               |                                               |              |                                | |                                                  |
|                       |               | Hauptfeuerwache Favoriten                     | Favoriten    | Sonnwendgasse 14               | Die Hauptfeuerwache Favoriten steht unter Denkmalschutz (Listeneintrag). Taktisches Kürzel: "F" | Hauptfeuerwache Favoriten                        |
|                       |               | Zugswache Simmering                           | Simmering    | Florian-Hedorfer-Straße 6      | Taktisches Kürzel: "S" | Zugswache Simmering                              |
|                       |               | Gruppenwache Rudolfshügel                     | Favoriten    | Stefan-Fadinger-Platz 37       | Taktisches Kürzel: "RH" | Gruppenwache Rudolfshügel                        |
| Brandschutzsektion 4  |               |                                               |              |                                | |                                                  |
|                       |               | Hauptfeuerwache Mariahilf                     | Mariahilf    | Gumpendorfer Gürtel 2          | Die Hauptfeuerwache Mariahilf steht unter Denkmalschutz (Listeneintrag). Taktisches Kürzel: "M" | Hauptfeuerwache Mariahilf                        |
|                       |               | Gruppenwache Penzing                          | Penzing      | Nisselgasse 14                 | Taktisches Kürzel: "P" | Gruppenwache Penzing                             |
|                       |               | Gruppenwache Weidlingau                       | Penzing      | Mühlbergstraße 6               | Taktisches Kürzel: "W" | Gruppenwache Weidlingau                          |
| Brandschutzsektion 5  |               |                                               |              |                                | |                                                  |
|                       |               | Hauptfeuerwache Hernals                       | Hernals      | Johann-Nepomuk-Berger-Platz 12 | Taktisches Kürzel: "H" | Hauptfeuerwache Hernals                          |
|                       |               | Gruppenwache Steinhof                         | Ottakring    | Johann-Staud-Straße 75         | Die Feuerwache Steinhof steht unter Denkmalschutz (Listeneintrag). Taktisches Kürzel: "St" | Gruppenwache Steinhof                            |
| Brandschutzsektion 6  |               |                                               |              |                                | |                                                  |
|                       |               | Hauptfeuerwache Döbling                       | Döbling      | Würthgasse 5                   | Taktisches Kürzel: "D" | Hauptfeuerwache Döbling                          |
|                       |               | Gruppenwache Grinzing                         | Döbling      | Cobenzlgasse 63                | Die Feuerwache Grinzing steht unter Denkmalschutz (Listeneintrag). Taktisches Kürzel: "Gr" | Gruppenwache Grinzing                            |
|                       |               | Gruppenwache Neustift am Walde                | Döbling      | Rathstraße 37                  | Die Feuerwache Neustift am Walde steht unter Denkmalschutz (Listeneintrag). Taktisches Kürzel: "N" | Gruppenwache Neustift am Walde                   |
| Brandschutzsektion 7  |               |                                               |              |                                | |                                                  |
|                       |               | Hauptfeuerwache Floridsdorf                   | Floridsdorf  | Josef-Brazdovics-Straße 4      | Im Zuge eines 10-Jahres-Plan für die Sanierung und Neuerrichtung von Wachestandorten wurde die Hauptfeuerwache Floridsdorf zwischen 2013 und 2015 um eine neue Feuerwehrschule erweitert. Taktisches Kürzel: "Fl" | Hauptfeuerwache Floridsdorf                      |
|                       |               | Gruppenwache Am Spitz                         | Floridsdorf  | Weisselgasse 3                 | Zusätzlich zu einem HLF und einem ULF (als sog. „Springer-Fahrzeug“) ist auf der Gruppenwache Am Spitz auch noch der Katastrophenhilfsdienst des Wiener Landesfeuerwehrverbandes mit seinen Fahrzeugen stationiert. Taktisches Kürzel: "AS"                                                                                                   | Gruppenwache Floridsdorf Am Spitz                |
|                       |               | Gruppenwache Strebersdorf                     | Floridsdorf  | Strebersdorfer Platz 1         | Taktisches Kürzel: "Sd" | Gruppenwache Strebersdorf                        |
| Brandschutzsektion 8  |               |                                               |              |                                | |                                                  |
|                       |               | Hauptfeuerwache Donaustadt                    | Donaustadt   | Erzherzog-Karl-Straße 170      | Taktisches Kürzel: "Do" | Hauptfeuerwache Donaustadt                       |
| Brandschutzsektion 9  |               |                                               |              |                                | |                                                  |
|                       |               | Hauptfeuerwache Liesing                       | Liesing      | Siebenhirtenstraße 10          | Taktisches Kürzel: "Lg" | Hauptfeuerwache Liesing                          |
|                       |               | Gruppenwache Altmannsdorf                     | Meidling     | Rothenburgstraße 1             | Taktisches Kürzel: "A" | Gruppenwache Altmannsdorf                        |
|                       |               | Gruppenwache Speising                         | Hietzing     | Speisinger Straße 36           | Taktisches Kürzel: "Sp" | Gruppenwache Speising                            |
| Brandschutzsektion 10 |               |                                               |              |                                | |                                                  |
|                       |               | Feuerwache Rathaus                            | Innere Stadt | Lichtenfelsgasse 2             | Taktisches Kürzel: "RHF" | Feuerwache Rathaus Wien                          |
| Brandschutzsektion 11 |               |                                               |              |                                | |                                                  |
|                       |               | Feuerwache Allgemeines Krankenhaus Wien (AKH) | Alsergrund   | Währinger Gürtel 18–20         | Taktisches Kürzel: "AKH" | Feuerwache Allgemeines Krankenhaus Wien          |
| Freiwillige Feuerwehr |               |                                               |              |                                | |                                                  |
|                       |               | Freiwillige Feuerwehr Breitenlee              | Donaustadt   | Breitenleerstraße 268          | Taktisches Kürzel: "KHD/B" | Feuerwache_Freiwillige_Feuerwehr_Wien-Breitenlee |
|                       |               | Freiwillige Feuerwehr Süßenbrunn              | Donaustadt   | Süßenbrunner Platz 19          | Taktisches Kürzel: "KHD/S" | Freiwillige Feuerwehr Wien-Süßenbrunn            |
| ehemalige Feuerwachen |               |                                               |              |                                | |                                                  |
|                       |               | Feuerwache Leopoldau                          | Floridsdorf  | Leopoldauer Platz              | Die Feuerwache Leopoldau ist ein unter Denkmalschutz (Listeneintrag) stehendes Bauwerk. 1996 wurde sie geschlossen, durch die neue Hauptfeuerwache Floridsdorf in der Josef-Brazdovics-Straße ersetzt und 2010 verkauft. | Feuerwache Leopoldau                             |
|                       |               | Gruppenwache Neubau                           | Neubau       | Hermanngasse 24                | Die Gruppenwache Neubau war Bestandteil des unter Denkmalschutz stehenden Amtshauses für den 6. und 7. Bezirk (Listeneintrag). Laut dem 10-Jahres-Plan für die Sanierung und Neuerrichtung von Wachestandorten wurde die Wache im April 2012 geschlossen und den „Helfern Wiens“ als Standort für ein Sicherheits-Kompetenzzentrum übergeben. | Gruppenwache Neubau                              |
|                       |               | Gruppenwache Brigittenau                      | Brigittenau  | Brigittaplatz 11–13            | Der Manfred-Ackermann-Hof, ein Gemeindebau mit der Feuerwache Brigittenau, steht unter Denkmalschutz (Listeneintrag). Laut dem 10-Jahres-Plan für die Sanierung und Neuerrichtung von Wachestandorten wurde die Wache im April 2012 geschlossen und den „Helfern Wiens“ als Standort für ein Sicherheits-Kompetenzzentrum übergeben.          | Gruppenwache Brigittenau                         |
|                       |               | Gruppenwache Kahlenbergerdorf                 | Döbling      | Wigandgasse 25                 | Die Feuerwache Kahlenbergerdorf steht unter Denkmalschutz (Listeneintrag). Laut dem 10-Jahres-Plan für die Sanierung und Neuerrichtung von Wachestandorten wurde die Wache im Juni 2012 geschlossen. Von 2016 bis 2018 wurde die Wache temporär als Flüchtlingsquartier genutzt. Die weitere Nutzung des Gebäudes ist noch unklar.            | Gruppenwache Kahlenbergerdorf                    |
|                       |               | Hauptfeuerwache Donaustadt                    | Leopoldstadt | Lassallestraße 19              | Die Feuerwache wurde im Jahre 1926 im Heizmann-Hof errichtet. 1966 wurde sie im Zuge von Sanierungsarbeiten stillgelegt und in die Engerthstraße 216a verlegt (Hauptfeuerwache Leopoldstadt). Heute beinhaltet das Gebäude ein lokales Umspannwerk.                                                                                           |                                                  |

### Besonderheiten

#### Zentralfeuerwache
Auf der Zentralfeuerwache im ersten Wiener Gemeindebezirk sind gleich zwei Löschbereitschaften stationiert. Außerdem befindet sich hier ein Großteil der Verwaltung (Tagespersonal). So können untertags bis zu 100 Leute auf dieser Feuerwache im Dienst sein.

#### Hauptfeuerwache Leopoldstadt
An dieser Feuerwache ist – so wie auf der ebenfalls zur Sektion 2 gehörenden Gruppenwache Kaisermühlen – ein Taucherfahrzeug stationiert. Weiters befindet sich hier der Wasserdienst.

#### Hauptfeuerwache Favoriten
Als Besonderheit ist hier seit dem 14. Oktober 1997 eine der beiden Motorradstaffeln – bestehend aus zwei Motorrädern – der Wiener Berufsfeuerwehr stationiert. Deren Haupteinsatzgebiet sind die Wiener Stadtautobahnen, um vor allem bei Unfällen rascher durch den Stau an den Einsatzort zu gelangen. 2010 wurde diese aufgrund des hohen Gefahrenpotenzials allerdings wieder außer Dienst gestellt. Die Aufbauten auf den Motorrädern wurden wieder abmontiert. Die Motorräder kommen jetzt bei Großveranstaltungen mit Feuerwehrbezug zum Einsatz, zum Beispiel bei dem Wiener Feuerwehrlauf. Ein Motorrad steht in der Feuerwache Rathaus.

#### Hauptfeuerwache Mariahilf
Die Besonderheit der Hauptfeuerwache Mariahilf sind die für ganz Wien zuständigen Inspektionsrauchfangkehrer der Wiener Berufsfeuerwehr, die mit ihren eigens ausgestatteten Fahrzeugen hier ihren einzigen Stützpunkt in der Stadt besitzen.

#### Hauptfeuerwache Donaustadt
Diese Wache ist eine sogenannte Schadstoffhauptwache, sie hält Spezialfahrzeuge für den Schadstoffeinsatz sowie speziell geschultes Personal bereit. Auf dieser Wache sowie den zwei weiteren zur Sektion 8 gehörenden Wachen findet die Schadstoffausbildung statt.

### Feuerwachen

#### Feuerwache Rathaus
Hauptartikel: Feuerwache Rathaus

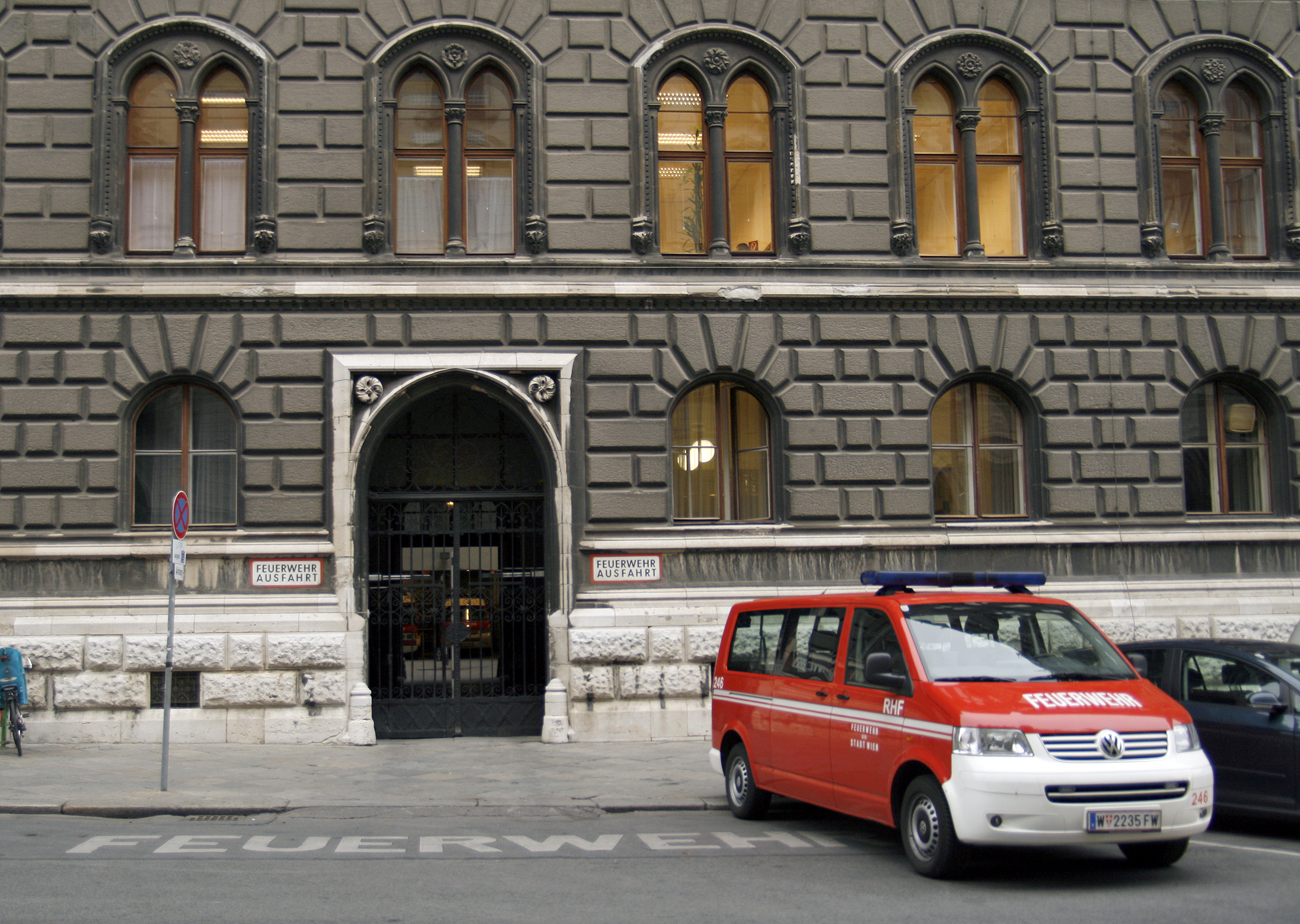
Feuerwache Rathaus

Die Feuerwache Rathaus oder ugs. Rathauswache ist eine Feuerwache im Wiener Rathaus. Sie untersteht der Berufsfeuerwehr Wien, gehört aber keiner der neun Brandschutzsektionen an.
Neben den standardmäßigen Brandschutzaufgaben im Rathaus betreibt sie die Wiener Katastrophenleitzentrale, die eine der neun Landeswarnzentralen darstellt. Sie ist für die Einberufung der notwendigen Stäbe in Krisenfällen verantwortlich. Neben dem vorbeugenden Brandschutz im Rathaus ist sie auch für die anderen Amtsgebäude der Gemeinde Wien zuständig.
Neben den Brandschutzaufgaben, hat die Rathauswache den Personenschutz im Rathaus und in allen Amtshäusern der Gemeinde zu übernehmen.
Ein weiteres Aufgabengebiet ist die Ausstellung von „Notpässen“, also Reisepässen, die in den Nachtstunden bzw. an Wochenenden und Feiertagen kurzfristig benötigt werden.
Im Jahr 2008 machten 95 Einsatzkräfte Dienst auf dieser Wache.
Die Rathauswache wurde als Folge der Julirevolte im Jahr 1927 vom Wiener Gemeinderat unter Bürgermeister Karl Seitz beschlossen. Sie wurde sofort der BF Wien unterstellt. Nur in der Zeit des Austrofaschismus ab 1934 und anschließend im Nationalsozialismus wurden sowohl die Aufgaben als auch Kommandostruktur verändert.
Gleich nach dem Zweiten Weltkrieg wurde sie unter dem Bürgermeister Theodor Körner wieder als Feuerwache der Berufsfeuerwehr installiert.
Bis 1970 war die offizielle Bezeichnung Wachabteilung der Wiener Feuerwehr. Die Bediensteten führten aber nicht die Feuerwehr-, sondern die Polizeidienstgrade.

#### Feuerwache AKH
Die Feuerwache im Allgemeinen Krankenhaus wird als Betriebsfeuerwehr geführt, ist aber in die MA 68 eingebunden und bezieht ihre Angestellten von dort.
Sie verfügt über einen spezialisierten Fuhrpark und ist für den Brandschutz und die Wartung der Brandmeldeanlagen im und unmittelbar um das AKH zuständig.

### Feuerwehrschule
Wurde bisher die Ausbildung, wie es bei anderen Feuerwehren nicht üblich ist, während der Einsatzzeit auf einer Feuerwache durchgeführt, wurde 2012 mit einer Umstrukturierung begonnen. Im Zuge dieser Umstrukturierungen wurde am Standort der Hauptfeuerwache in Floridsdorf eine Feuerwehrschule errichtet. Pro Jahr sollen dort rund 60 Personen die Grundausbildung absolvieren und 150 Feuerwehrleute weiterführende Kurse belegen. Ferner sollen 1600 Plätze für Brandhaus- und Körperschutzfortbildungen angeboten werden. Der Probebetrieb wurde bereits im Jahr 2012 aufgenommen. Die offizielle Eröffnung erfolgte am 28. September 2015.

### Küche
Um auch im Katastrophenfall autark zu bleiben und nicht auf die Versorgung anderer angewiesen zu sein, hat jede der Feuerwachen auch eine eigene durch Feuerwehrmitglieder geführte Küche, die auch für die Alltagsversorgung zuständig ist.

## Feuerwehrmuseum
Aus den für die 1901 in Berlin stattfindende Ausstellung „Feuerschutz und Feuerrettungswesen“ von der Wiener Feuerwehr zusammengestellten Ausstellungsstücken entwickelte sich das Wiener Feuerwehrmuseum.
Untergebracht ist das Wiener Feuerwehrmuseum im 1. Stock des Hauses Am Hof 7.
Film
- 2024: Aus dem Rahmen: Das Feuerwehrmuseum präsentiert von Karl Hohenlohe, ORF III, 49 Minuten, 2024[20][21]